# Экспедиция на «Южном Кресте»
Экспеди́ция на «Ю́жном Кресте́» (англ. Southern Cross Expedition), официально именовалась Британской антарктической экспедицией 1898—1900 годов (англ. British Antarctic Expedition 1898–1900) — первая экспедиция, осуществившая зимовку на Антарктическом материке и разведавшая внутреннюю поверхность Шельфового ледника Росса, а также впервые использовавшая для исследования ледового материка лыжи, нарты и ездовых собак. Была достигнута широта 78° 50' ю. ш. — первый южнополярный рекорд в истории исследований. Финансировалась ведущим британским издателем того времени — Джорджем Ньюнсом, официально проводилась под британским флагом, хотя начальник экспедиции — Карстен Борхгревинк и бо́льшая часть команды были норвежцами. Успешная зимовка (несмотря на потерю одного человека) и использование наработанных к тому времени методов изучения полярных регионов открыли Героический век антарктических исследований.
Несмотря на случайно избранное место для зимовки, которое не позволило реализовать план покорения южного магнитного полюса, экспедиция принесла серьёзные научные результаты. Почти годичный цикл магнитных наблюдений позволил определить тогдашнюю точку магнитного полюса 73°20' ю. ш., 146° в. д., что доказывало, что он сместился на северо-запад от времени наблюдений Росса в 1841 году. Измерения с борта судна показали, что в 1899 году ледяной барьер находился на 30 миль южнее, чем на полвека ранее. Из-за кончины натуралиста Николая Хансона зооботанические результаты зимовки были скромнее. По утверждению британского исследователя Бо Риффенберга, экспедиция Борхгревика получила меньшее признание, нежели заслуживала. В основном, это произошло из-за подготовки Британской национальной экспедиции под началом Роберта Скотта, которая началась в 1901 году. Лишь в 1930 году Борхгревинк получил награду Королевского Географического общества.

## Предыстория

### Первые китобойные экспедиции в Антарктике
В 1892 году шотландские китобои братья Дэвид и Джон Греи опубликовали доклад, посвящённый добыче китообразных в Море Уэдделла. Под его воздействием промышленник из Данди Роберт Кинз организовал поход четырёх паровых китобойных судов в Субантарктику — к Южным Шетландским островам, попросив британские научные общества направить специалистов для научных наблюдений, лучше всего врачей. В результате в коммерческом плавании участвовал Уильм Спирс Брюс, который пошёл медиком на флагманском судне. Однако экспедиция Кинза (так называемая «Китобойная экспедиция Данди») оказалась бесприбыльной, а у медиков не было времени на посторонние научные исследования. В научном плане это путешествие не было бесплодным. В частности, Брюс с 28 октября 1892 года вёл цикл метеорологических наблюдений, однако общая неразбериха приводила к трагикомическим историям. Пробы морской воды, взятые 26 декабря 1892 года, были потеряны из-за прохудившегося ведра, которое было нечем заменить. Однажды матрос, не разобравшись, выбросил геологические пробы Брюса за борт, ибо он собирал камни из желудков пингвинов. Несмотря на спорадичность исследований, Брюс стал отличным специалистом по биологии пингвиновых и ластоногих, наблюдал четыре вида тюленей в естественной среде обитания, впервые обозначил пределы их репродуктивного цикла. Уильям Брюс вёл наблюдения за айсбергами, крупнейший из которых, встреченный 19 декабря 1892 года, превышал 30 миль в длину. Как показали исследования XX века, районы, посещённые экспедицией, не являлись местами обитания популяций китообразных.
Одновременно проект Греев заинтересовал норвежского предпринимателя Кристена Кристенсена, кораблём которого «Язон» командовал Карл Антон Ларсен. Ему удалось пройти к Южным Оркнейским островам и посетить Южную Георгию, а в Море Уэдделла достигнуть 64°40’ ю. ш. В 1894 году Ларсен добрался до 68°10’ ю. ш. на восточном побережье Антарктического полуострова, которому дал имя «Берег Оскара II». Ларсен понимал ценность геологических, океанографических и метеорологических исследований. Несмотря на то, что китов добыть не удалось, на острове Робертсона было забито 13 223 морских котиков на шкуры и добыто 6600 баррелей жира морских слонов.

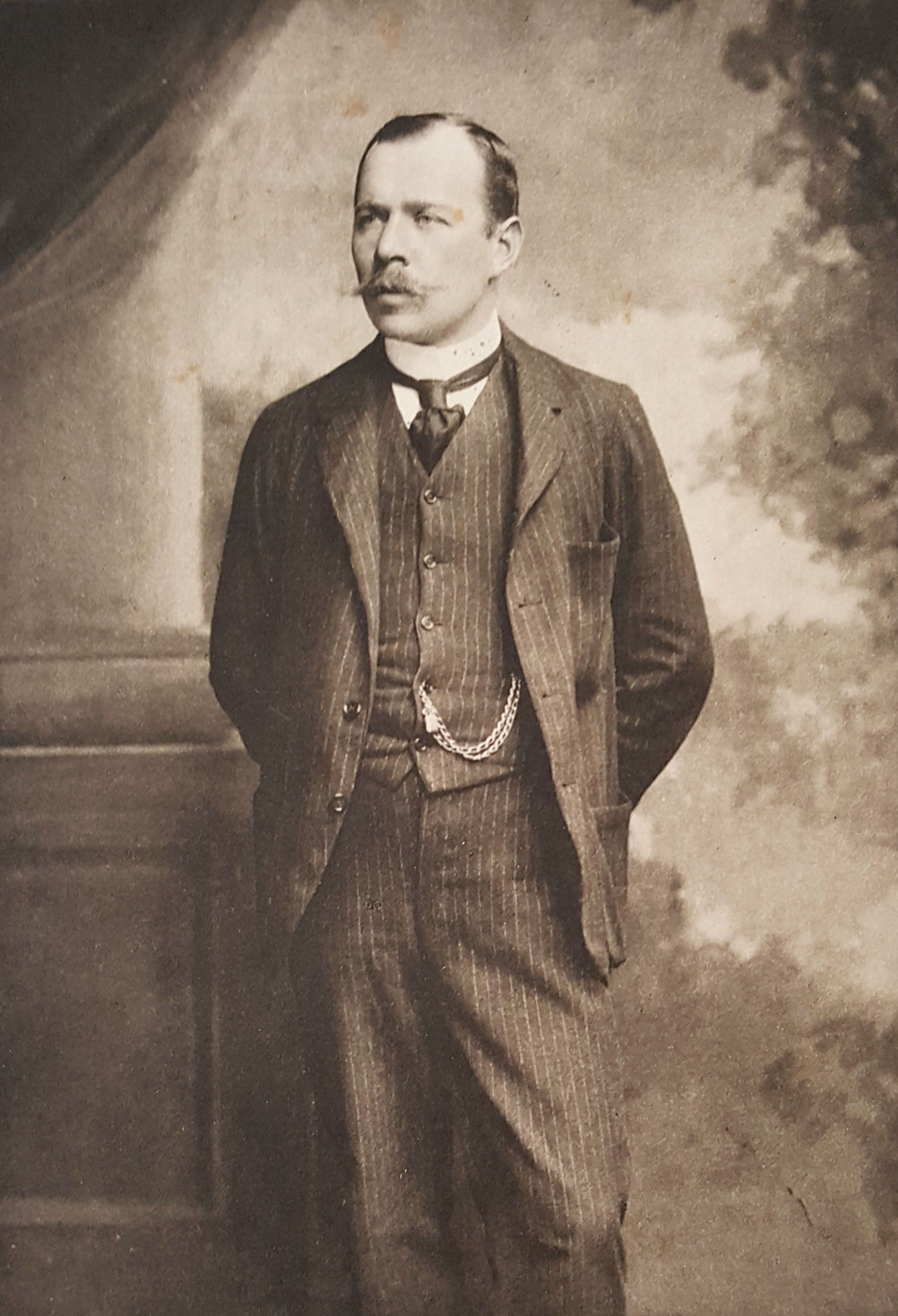
Карстен Борхгревинк. Фото из книги «First on the Antarctic continent»

Параллельно с Ларсеном в том же 1894 году в Антарктику отправился обосновавшийся в Австралии норвежец Хенрик Йохан Булль, которого финансировал Свен Фойн. Они заинтересовались районом Моря Росса, который располагался к югу от Австралии. Китобойным судном «Антарктик» командовал опытный китобой Леонард Кристенсен. 26 сентября 1894 года они вышли из Мельбурна в направлении острова Кэмпбелл. Фойн и Булль предусмотрели небольшую научную команду, в которую нанялся полунорвежец-полуангличанин Карстен Борхгревинк, который с 1888 года переехал в Австралию. По словам Тима Бомэна, он воспринимал себя в первую очередь как жителя британских колоний. Плавание началось неудачно: китов было очень мало, их трудно было искать. Булль и Кристенсен решились войти в пояс паковых льдов, поскольку наличие огромных стад китов было там зафиксировано участниками предыдущих экспедиций. Китов не удалось обнаружить даже в Море Росса. 17 января 1895 года судно достигло архипелага Посешн близ побережья Земли Виктории, рядом с которым Джеймс Росс прошёл под британским флагом в 1841 году. Булль и Борхгревинк сошли на берег и оставили там записку в жестяной банке, чтобы удостоверить своё достижение. На острове Борхгревинк обнаружил лишайники, это было первое доказательство наличия растительности к югу от Южного полярного круга.
23 января 1895 года «Антарктика» достигла мыса Адэр на северном побережье Земли Виктории. В 1841 году команде Росса не удалось высадиться здесь на материковый берег. 25 января Буллю, Кристенсену, Борхгревинку и 17-летнему новозеландцу Александру фон Тунцельману удалось добраться до берега на шлюпке. Позднее Борхгревинк и Кристенсен оспаривали друг у друга первенство высадки на материковом побережье. Однако существует версия, что первым на побережье Антарктиды высадился американский китобой Джон Дэвис в 1821 году (на Антарктическом полуострове). Возможно, и другие китобои до 1895 года достигали антарктического побережья, но они держали свои маршруты в тайне. На мысе Адэр Борхгревинк собрал образцы горных пород и лишайников; доставленные в Европу, они вызвали огромный интерес среди учёных, поскольку в те времена сомневались в способности растений выживать в столь южных широтах. Также береговая партия обследовала ближайшие окрестности мыса на предмет поиска места для будущей зимовки; впрочем, они пробыли на берегу примерно 90 минут. С коммерческой точки зрения плавание 1894—1895 годов было неудачным: единственное стадо кашалотов было замечено в марте у берегов Тасмании, а из-за штормовой погоды охота была невозможной.
После возвращения в Мельбурн Булль и Борхгревинк получили известия о кончине Свена Фойна. Оба норвежца планировали рекламный тур и лекционные выступления, чтобы заработать на следующее плавание, но вскоре произошла ссора. В отчётах о плавании на «Антарктике» каждый чрезмерно выпячивал свою роль и не признавал заслуг другого, вдобавок, Борхгревинк утверждал, что именно он возглавлял экспедицию.

### Географический конгресс в Лондоне и вопрос об экспедиции

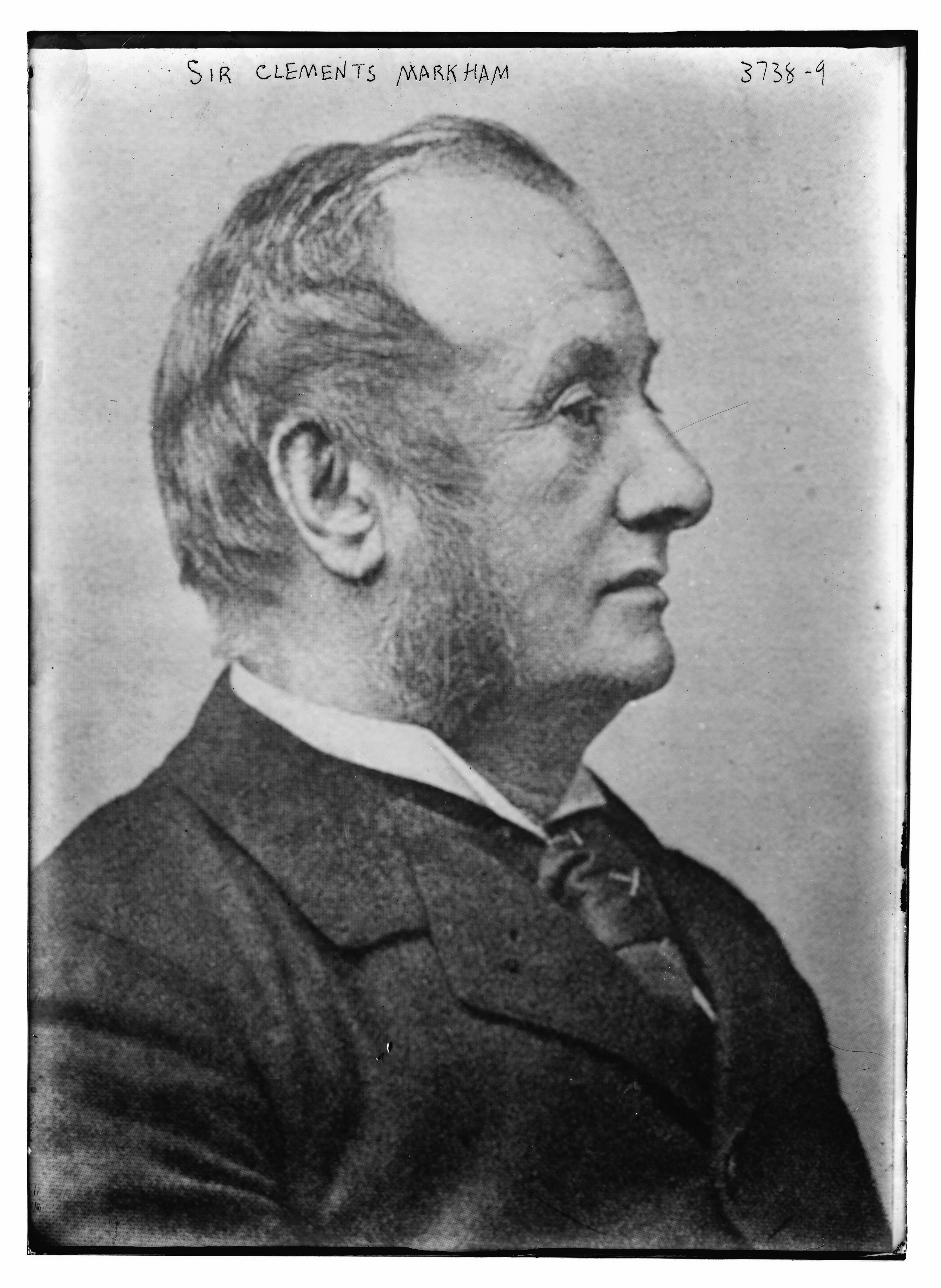
Сэр Клементс Маркем

Приняв решение провести антарктическую экспедицию с зимовкой на мысе Адэр, Борхгревинк отправился в Лондон, где Королевское географическое общество (КГО) проводило VI Международный географический конгресс. Он даже сделал запрос в оргкомитет о компенсации расходов на проезд, в чём ему было отказано. Антарктический вопрос был одним из важнейших, поскольку его лоббировал президент КГО Клементс Маркем, который был председателем Конгресса и его главным организатором. Борхгревинк был включён в число докладчиков, тем более, что британские экспедиции в южнополярных водах не бывали с 1840-х годов. К его отчёту о плавании на Антарктике тепло отнеслись Джон Мюррей и Георг фон Ноймайер. Борхгревинк выступал на заседании 1 августа 1895 года (последнем для Антарктической секции), описав условия на мысе Адэр и их пригодность для зимовки научной экспедиции. Он также заявил, что склоны Антарктического ледника пологи и внутренние области континента являются вполне доступными с побережья. Однако идея Борхгревинка возглавить экспедицию, которая зазимует на мысе Адэр, а в летний сезон достигнет Южного Магнитного полюса, энтузиазма Маркема не вызвала.
Весьма резкую реакцию на доклад норвежца продемонстрировал учёный секретарь КГО сэр Хью Роберт Милл, который даже в некрологе исследователю (написанном сорок лет спустя) вспоминал о «юношеском энтузиазме» Борхгревинка. Видимо, учтя критику, Карстен Эгеберг опубликовал в газете «Таймс» серию статей, в которых доказывал существование южнополярного континента, богатого минеральными ресурсами. Напомнив читателям, что именно он доказал существование растительности южнее полярного круга, Борхгревинк прямо заявлял, что «стремление к [Южному] полюсу безумно, в то время как требуется осуществлять гораздо более важные работы в сотнях миль к северу от него» (1 сентября 1895 года). В статье, опубликованной 7 сентября, норвежец огласил предварительный план полярной экспедиции, которая должна была отправиться на «великую землю Виктории» уже в следующем году.
Собственные планы Маркема были далеко идущими, поэтому он настаивал, чтобы Конгресс издал итоговую декларацию общего характера, в которой научные общества по всему миру призывались рассмотреть наиболее эффективные методы освоения Антарктики. Эту работу предполагалось осуществить до конца XIX века. Подобного рода формулировки были отвергнуты Карлом фон ден Штейненом, однако Маркем стремился сохранить первенство Британии, поскольку уже активно развивал проект национальной антарктической экспедиции. Конкуренция была велика: собственные антарктические проекты предлагали Уильям Брюс, американец Фредерик Кук и швед Адольф Норденшельд. Сам Борхгревинк воспользовался участием в конгрессе для поиска потенциальных спонсоров, и сумел организовать свои лекционные туры по Британии, Австралии и даже Соединённым Штатам. Поначалу Борхгревинк рассчитывал на сотрудничество с Брюсом, который планировал на 1896 год собственную антарктическую экспедицию. Однако оказалось, что Брюс активно обсуждал с Буллем свои планы. Об отказе в сотрудничестве Борхгревинк сообщил ему в письменном виде.

## Подготовка и финансирование

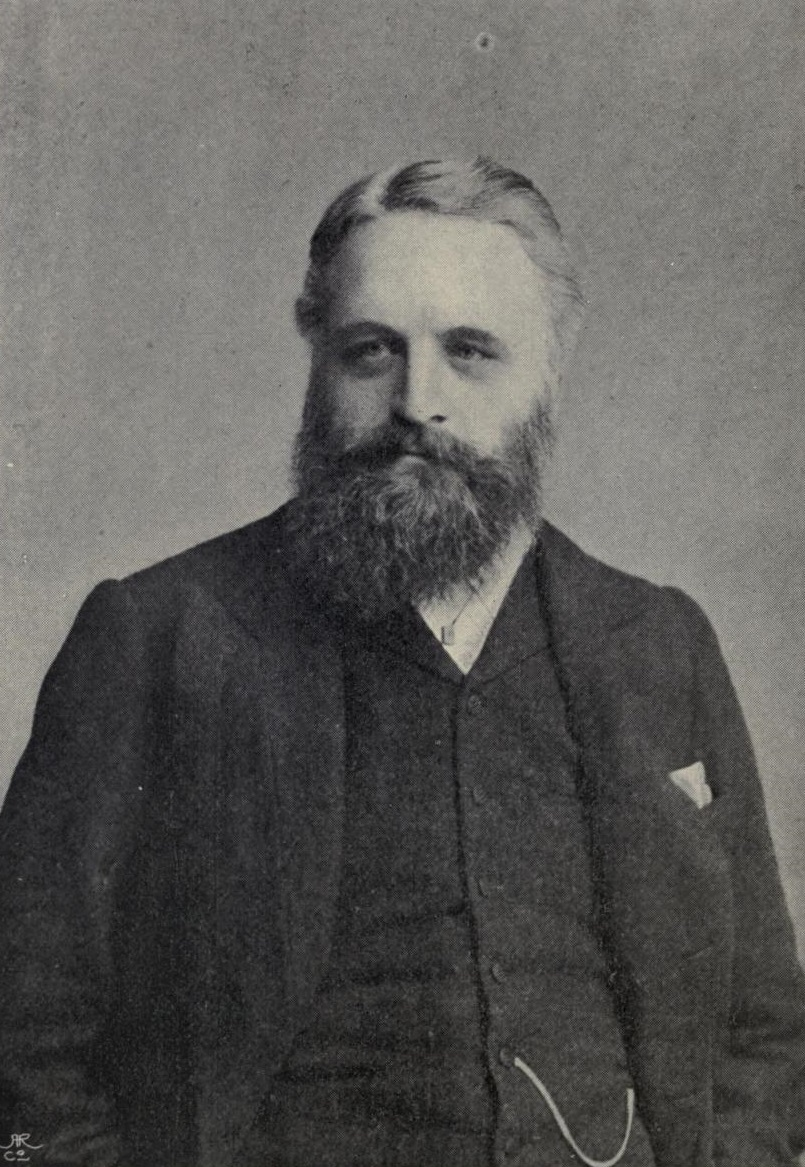
Джордж Ньюнс — спонсор экспедиции. Фото 1890-х годов

### Планы и цели
На раннем этапе планирования Борхгревинк пытался совместить научные и коммерческие задачи. Ещё в своём выступлении на Международном географическом конгрессе Борхгревинк объявил, что ему требуется научная команда в двенадцать человек. Норвежец сразу заявлял, что успешная антарктическая экспедиция должна располагать береговой базой, а экспедиционный корабль будет исполнять собственную миссию. Помимо научных наблюдений, он рассчитывал разведать лёжки ластоногих, стада китов в океане; кроме того, на мысе Адэр имелись большие залежи гуано. Борхгревинк не ставил цели достижения географического полюса, ограничившись Южным магнитным полюсом. Команда должна была состоять из опытных норвежских лыжников, используя ездовых собак для перевозки провианта и снаряжения. Предполагалось использовать аэростат для воздушной разведки, хотя идея Борхгревинка запускать небольшие воздушные шары для доставки известий в большой мир была фантастической. Судовая команда антарктическим летом должна была добывать гуано, а весной и осенью охотиться в океане.
Во второй половине 1895 года в австралийской прессе сообщалось о встречах Борхгревинка с премьер-министром Нового Южного Уэльса, который предполагал ассигновать на исследование Антарктики 10 000 фунтов стерлингов бюджетных средств и гарантировать подписку от частных лиц траншами от 25 до 100 фунтов. Впрочем, уже тогда было ясно, что власти метрополии, заинтересованные в проведении британской военно-морской экспедиции, будут тормозить любые инициативы в этом направлении.
В переписке 1896 года с секретарём КГО Скоттом Келти, норвежец сообщал, что получил финансовые гарантии в США, и просил Клемента Маркема возглавить попечительский совет экспедиции. Летом того же года оказалось, что влиятельные лица Королевского географического общества совершенно не заинтересованы в Борхгревинке. Впрочем, и он сам допустил серьёзную политическую ошибку, отказавшись обедать с Маркемом в Гринвиче. В июле президент КГО потребовал от норвежца раскрыть все источники финансирования предприятия, в противном случае ему будет отказано в покровительстве и использовании имени Королевского географического общества. Впрочем, в конце лета 1896 года рассыпались и коммерческие договорённости, поскольку Борхгревинк хотел контролировать большую часть предприятия. Карстен Эгеберг был даже согласен принять участие в экспедиции под командой другого человека, но Совет КГО окончательно постановил не оказывать ему поддержки за «нецелесообразностью». Борхгревинк позднее сравнил себя с Сизифом, которому в одиночку приходилось катить свой «антарктический камень». После этого Маркем и Борхгревинк окончательно поссорились, вплоть до того, что когда сэр Клементс описывал в конце жизни историю антарктических путешествий, он ни словом не упомянул о норвежце. Ситуацию усугубило то, что Борхгревинк в одной из статей в «Таймс» уличил Маркема в ошибке при описании путешествия 1895 года. В ответ Л. Кристенсен обвинил Борхгревинка в использовании своего судового журнала без ссылок на первоисточник.
В 1896 году Карстен Борхгревинк уехал в Австралию, где познакомился с физиком Луисом Бернакки, работавшим в Обсерватории Мельбурна. Тот сразу сделался энтузиастом антарктического похода и норвежец убедил его присоединиться к команде. Судьбоносной для планов Борхгревинка стала встреча с сэром Джорджем Ньюнсом, ведущим британским издателем того времени. Ньюнс был первооткрывателем неинтеллектуальной читательской массы, которая появилась после принятия закона об обязательном образовании 1870 года, ориентируя на эту аудиторию свои журналы. Заинтересовавшись статьёй норвежца в «The Strand Magazine» (его проект сулил большие тиражи в перспективе), издатель захотел познакомиться с автором. К тому времени газетный магнат Альфред Хармсворт финансировал экспедицию Джексона на Землю Франца-Иосифа и обещал поддержку Маркему, а также оказывал определённую помощь американцу Роберту Пири. Ньюнс предложил оплатить всю стоимость экспедиции, предполагавшуюся в объёме 40 000 фунтов стерлингов (что равно 3 миллионам в ценах 2017 года). Взамен он требовал монопольных прав на издание книги об экспедиции норвежца, что позволило бы окупить расходы. Договор вызвал сильнейшее раздражение Маркема, который заявил, что «нищее норвежское ничтожество» отняло у британцев деньги, необходимые им для географических открытий, а дар Ньюнса позволил бы «поставить на ноги» планируемую национальную экспедицию. Это объяснялось тем, что сорокатысячная сумма превышала объём средств, которые сам сэр Клемент привлёк для британской антарктической экспедиции. В дальнейшем едкой критике Маркема подвергалась любая деталь снаряжения экспедиции.

### Снаряжение, команда, собаки

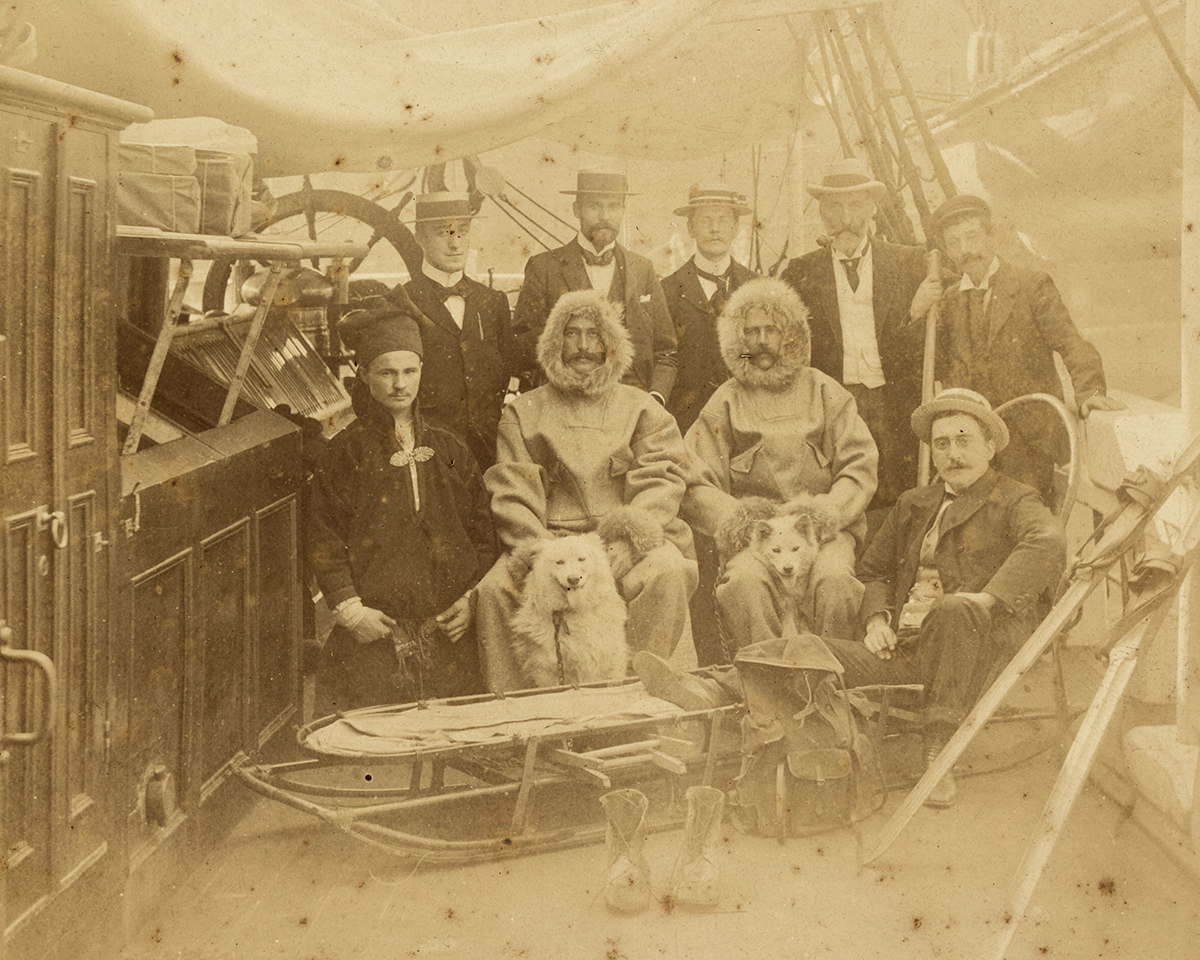
Зимовочный отряд на палубе «Южного Креста»

Спонсор Ньюнс рассматривал экспедицию Борхгревинка как альтернативу британской национальной антарктической экспедиции и настоял, что она должна пройти под британским флагом, что вызвало очередной взрыв негодования у Маркема. Фактически же из 31 участника экспедиции англичан было двое и один австралиец бельгийского происхождения — остальные норвежцы и двое саамов из норвежской части Лапландии. Однако по условиям договора Борхгревинк всячески подчёркивал британский характер экспедиции: герцог Йоркский дозволил поднять над экспедиционным судном свой флаг. Будущая экспедиция преследовала политические цели: Борхгревинк брал с собой 500 бамбуковых шестов с маленькими «Юнион Джеками» — предстояло расширить территорию Британской Империи. Достижения Южного полюса не предполагалось, равно как в планы начальника не входила зимовка на острове Росса, хотя много лет спустя с заявлениями об этом выступал научный ассистент Эванс.
Несмотря на последовавшую критику, Борхгревинк был отличным организатором и тщательно подошёл к снаряжению экспедиции. Для экспедиции Борхгревинк приобрёл деревянный парусник «Поллукс». Это было китобойное судно, построенное на верфи ведущего норвежского судостроителя — Колина Арчера, конструктора «Фрама». Судно было немедленно переименовано в «Южный Крест». Перед отплытием барк был оснащён вспомогательной паровой машиной, он имел водоизмещение 520 тонн и грузоподъёмность 276 тонн, длина его достигала 146 футов (45 м). Все работы производились в Норвегии. Маркем, чтобы досадить своему конкуренту и сорвать его отправление, даже ставил под сомнение мореходные качества «Южного Креста», несмотря на то, что судно выдержало все испытания в антарктических водах. Судовая команда на «Южном Кресте» состояла из 19 норвежцев под началом капитана Бернарда Йенсена. Йенсен был опытным арктическим штурманом и участвовал с Борхгревинком и Буллем в антарктическом плавании 1894—1895 годов.

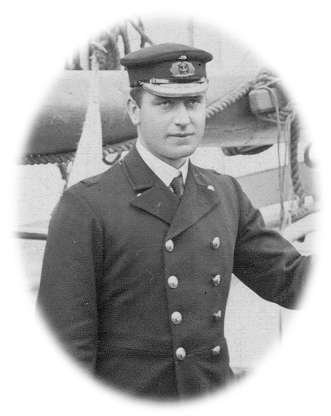
Колбек, каким он был в 1903 году

Для зимовки Борхгревинк отобрал 10 человек, из которых пятеро были норвежцами, двое — англичанами, один — австралийцем бельгийского происхождения (Луис Бернакки). Англичанином был Уильям Колбек (1871—1930), лейтенант резерва Королевского ВМФ. Чтобы участвовать в экспедиции, он прошёл курс магнетизма в обсерватории Кью. В 1902 году Колбек примет командование вспомогательным судном SY Morning, отправленным Маркемом на помощь Скотту в Антарктиду. Главным зоологом экспедиции был норвежец Николай Хансон, выпускник Университета Кристиании, его ассистентом был второй англичанин в команде — Хью Блэквелл Эванс, успевший к тому времени поучаствовать в путешествии на Кергелен. Врачом экспедиции был норвежец Харлуф Кловстад, который до того служил в лечебнице для душевнобольных в Бергене. В состав зимовочного отряда входили также: разнорабочий (китобой-гарпунщик) Антон Фугнер, повар Кулбейн Элефсен и двое каюров — Пер Савио и Оле Муст. Каюры были саамами по национальности, Борхгревинк называл их на норвежский манер «финнами», они были также самыми молодыми людьми в экспедиции — соответственно, 21 и 20 лет. Борхгревинк очень высоко отзывался о выдержке, смелости и уме Савио, который был также превосходным лыжником. Средний возраст участников команды составлял 27 лет. Доктор Кловстад регулярно проводил физические исследования людей и пришёл к выводу, что англичане по росту и силе превосходили норвежцев, зато саамы были лучше всего приспособлены к холоду и отличались наивысшей психологической устойчивостью.

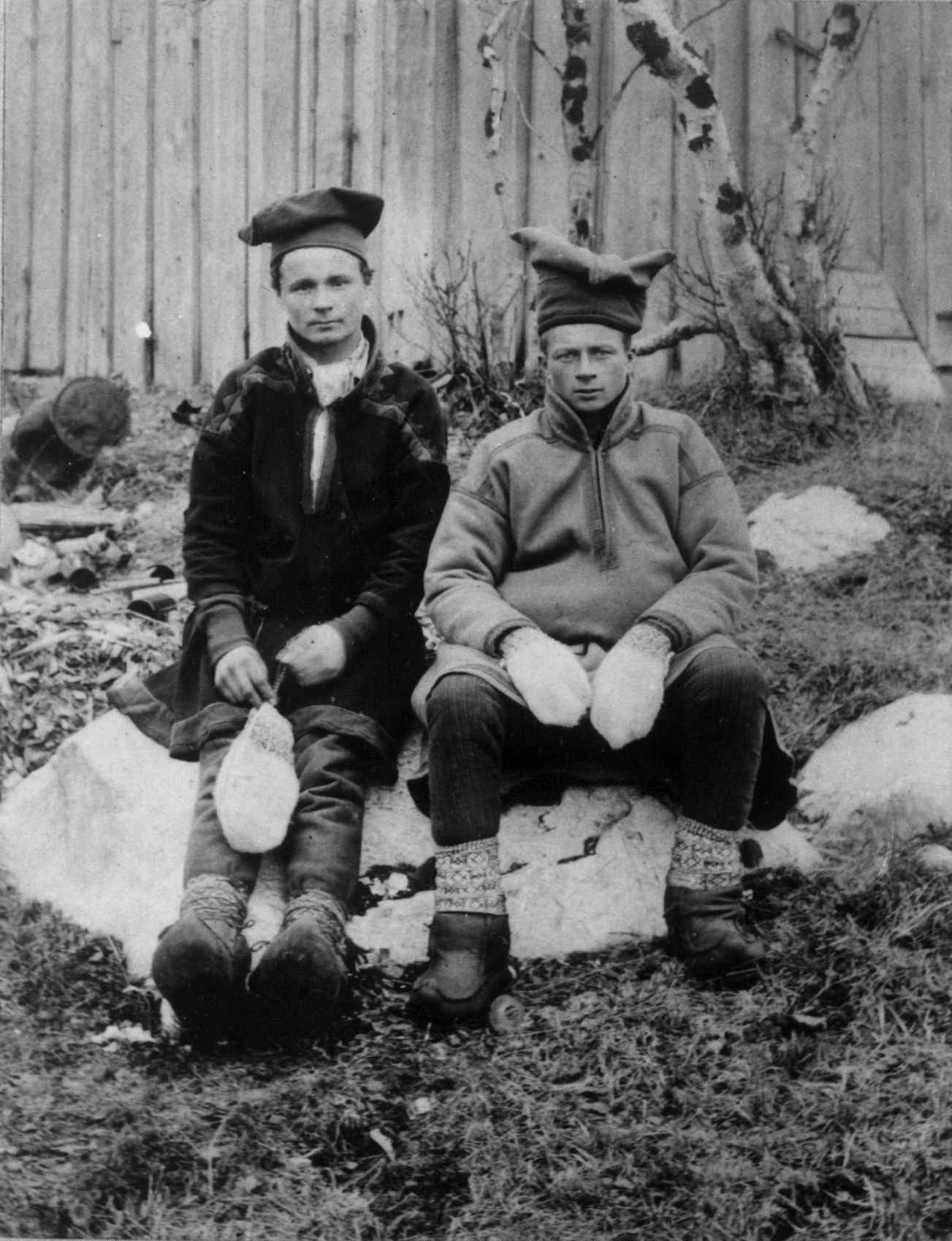
Лапландцы-каюры Муст и Савио

Снаряжение экспедиции было весьма разнообразным. Для зимовки были сшиты костюмы из оленьих шкур по эскимосскому образцу, а для более мягкой погоды — одежда из верблюжьей шерсти фирмы Jaeger. Особое внимание уделялось обуви — имелись тяжёлые сапоги, изнутри обитые овчинами, а также сапоги с фланелевой обкладкой. Эванс особо ценил норвежские полярные сапоги из сыромятной кожи, так называемые «комаги», которые набивались сушёной осокой. Провиант был весьма разнообразным, включая множество видов сушёных и сублимированных продуктов, а также консервов. Побывавший на базе Борхгревинка в 1911 году Р. Пристли особенно хвалил шоколадные конфеты с лимонным соком, предназначенные для утоления жажды в санных походах. Имелась также тонна сливочного масла и тонна мармелада, по 5850 фунтов консервированной свинины и говядины (по 2653 кг), 1300 банок швейцарского сгущённого молока и даже шампанское, взятое для разнообразных празднований.
Всё зимовочное оборудование было норвежского производства: лыжи, нарты, разборные каяки, шёлковые палатки, походная алюминиевая посуда и примусы, которые впервые были применены в Антарктике и показали высокую надёжность. Было взято и оружие — никто не мог сказать, какие существа водятся в совершенно неизвестной стране, поэтому имелись револьверы на каждого члена команды, 12 охотничьих двустволок и по 12 нарезных ружей разного калибра. Р. Пристли недоумевал по поводу огромного количества взятых боеприпасов. По той же причине Борхгревинк был вынужден взять полный запас провианта для 30 людей и 90 собак на все три года, поскольку не было уверенности, что удастся восполнить недостаток припасов охотой. Экономия принуждала широко обращаться на военные склады, которые проводили распродажу списанного снаряжения. В списках снаряжения числился и одеколон как антисептик и гигиеническое средство.
Для нужд полярных путешествий было закуплено 90 ездовых собак. Согласно дневнику Николая Хансона, одиннадцать из них были гренландскими лайками из своры Эйвина Аструпа. Собственно, после его смерти в 1895 году осталось пять собак, из чего Б. Риффенберг делал вывод, что в свору вошли и их потомки. Остальные собаки происходили из бассейна Печоры и из полуострова Канин. Первоначально предполагалось отправить собак прямым рейсом в Австралию, но перевозчик запросил 2000 фунтов стерлингов, чего не позволял бюджет экспедиции, поэтому их доставили в Британию, а из Лондона везли на палубе экспедиционного судна. Для поддержания собак в форме имелись 28 тонн рыбьего жира, сушёная рыба и даже овсяные галеты, содержащие 50 % сала, но в основном они питались мясом пингвинов и тюленей, на которых иногда самостоятельно охотились. Во время санных походов одновременно было занято по двадцать-тридцать животных. В то же время псы были агрессивны, несколько животных были разорваны, когда свора избирала их коллективной жертвой. После окончания экспедиции осталось 70 собак, которых правительство Новой Зеландии оставило на острове Стьюарт. В 1907 году девять собак Борхгревинка были использованы в экспедиции Шеклтона.
После окончания экспедиции и ликвидации её дел оказалось, что общая сумма расходов составила 38 000 фунтов стерлингов.

## Ход экспедиции

### Путь в Антарктиду

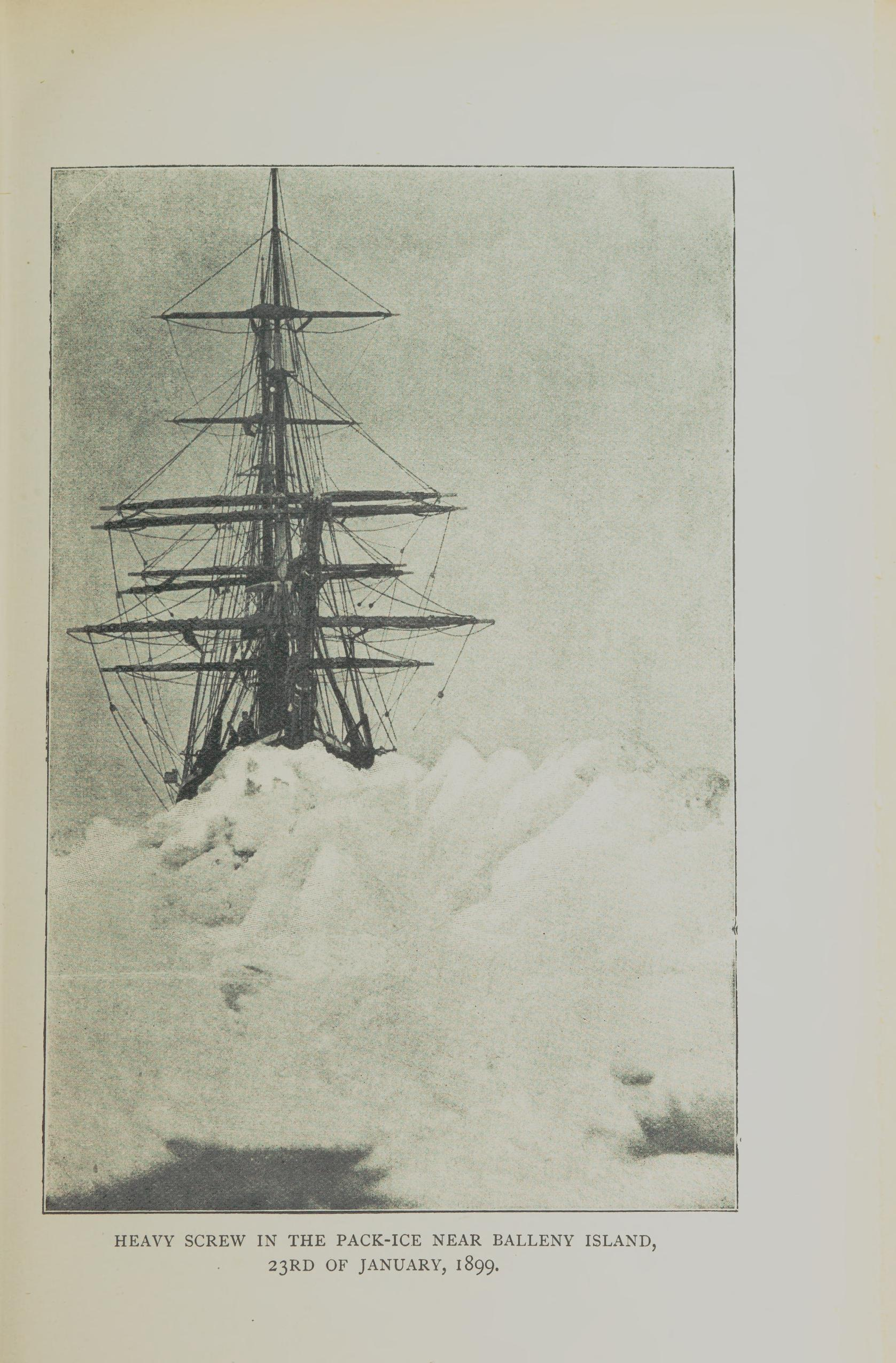
«Южный Крест» во льдах у островов Баллени. Страница 297 книги «First on the Antarctic continent»

Снаряжение экспедиции и все работы на барке «Южный Крест» осуществлялись в Норвегии. 3 августа 1898 года судно отплыло из Кристиании и ошвартовалось в доке Сент-Кэтрин в Лондоне 9 августа. В течение двух недель шла загрузка снаряжения. Перед отплытием спонсор Ньюнс устроил торжественный обед на борту судна, на котором, рискуя вызвать неудовольствие Маркема, присутствовали двое членов КГО. Президент Общества незадолго до этого потребовал, чтобы Борхгревинк изменил свой маршрут для поиска пропавшей бельгийской экспедиции де Жерлаша. Ньюнс в своей речи отдельно остановился на том, что бельгийский командир был оповещён о планах норвежцев. 22 августа барк отплыл в Грейвсэнд, где загрузился углём; отправление провожали тысячи зевак. Основная часть провианта попросту не помещалась на судне, поэтому была отправлена отдельным пароходом в Австралию. «Южный Крест» пошёл курсом на Фуншал. На первом этапе больше всего хлопот доставляли ездовые собаки, которые страдали от жары. Борхгревинк велел их остричь и натянуть над верхней палубой тент, который постоянно смачивали водой; так удавалось понизить температуру на несколько градусов. Много проблем доставляла и постоянно загаженная палуба, но постепенно команда научилась сосуществовать с собачьей сворой. На Мадейре приняли свежую воду и припасы, но Борхгревинк устроил разнос учёным, которые слишком задержались на берегу. Далее двинулись через Санта-Крус и Сан-Висенте. В сентябре — октябре часть экипажа переболела неустановленной тропической болезнью. Особенно тяжело хворал зоолог Николай Хансон, который три недели страдал от «тифа» и даже не участвовал в празднике Нептуна 23 сентября. Хансон окончательно так и не оправился, что привело на зимовке к фатальным последствиям. Предполагавшийся заход в Кейптаун отменили из-за шторма. Наконец, после 98-дневного океанского перехода «Южный Крест» достиг Тасмании. 29 ноября в Хобарте прошла торжественная встреча команды, праздники продлились две недели. 2 декабря экипаж был принят в Королевском обществе Тасмании; каюры-саами нарядились по этому поводу в национальные одеяния. Среди выступавших был старейший член Общества Дж. Агнью, который провожал в 1840 году экспедицию Росса. 19 декабря экспедиция двинулась в дальнейший путь. В Хобарте приняли почтовых голубей, но ни один из них не достиг материка, а одна птица вернулась на борт столь истощённой, что вскоре скончалась. Рождество отпраздновали с большим размахом, устроив боксёрский поединок и музыкальный вечер. 30 декабря около 158° в. д. был найден широкий проход в ледовых полях, появились буревестники, пингвины и тюлени.
Переход в паковых льдах длился 43 дня — от 30 декабря 1898 по 10 февраля 1899 года. 31 декабря 1898 года Борхгревинк и Хансон попытались поохотиться на тюленей. По неопытности зоолог ударил зверя по черепу ледорубом, чем сильно его разозлил, и понадобилась помощь матросов, чтобы добить его. Судно периодически останавливалось в ледяных полях, чем пользовались участники команды, оттачивая навыки катания на лыжах; метеоролог Фугнер и Борхгревинк использовали склоны айсбергов, и однажды командир так увлёкся, что слетел с лыжной трассы прямо в полынью. Его успели вытащить, поскольку трёхметровые лыжи хорошо держались на воде. Карстен Эгеберг сильно ухудшил отношения со своими товарищами, когда воспретил отправлять с «Южным Крестом» письма домой. Его заботила монополия на любые сведения об экспедиции, которые могли быть опубликованы только издательством Ньюнса. Когда Колбек попытался возражать, Борхгревинк заявил, что не оставит его на зимовку. Доверие к командиру оказалось подорвано, что сыграло в дальнейшем негативную роль. 23 января 1899 года экспедиция пересекла Южный полярный круг, в тот же день войдя в поля паковых льдов, которые пересекали три недели; однажды за семь дней удалось пройти всего 30 миль. Иногда барк подвергался ледовым сжатиям. Команда опасалась, что придётся совершить незапланированный дрейф, для которого не было припасов.
Борхгревинк и капитан Йенсен по очереди дежурили в «вороньем гнезде», отыскивая разломы ледяных полей и открытые разводья. Карстен Эгеберг заявил, что открыл новый остров, что было встречено научной командой скептически. Оказалось, однако, что это был один из островов Баллени. Команде приходилось работать со снастями в варежках, которые примерзали к стропам и концам, срывались с рук. Лишь 9 февраля 1899 года сильный шторм разломал ледовые перемычки и капитан Йенсен вывел барк в точку, которая уже была достигнута шесть недель назад. Пересечение ледового поля 14 февраля потребовало всего шести часов; в ночь на 15-е увидели мыс Адэр. Из-за шторма высадиться удалось только спустя 36 часов; на сушу выбрались Борхгревинк, Бернакки и Савио. Вылазка показала командиру, что за четыре года мыс сильно изменился, но поскольку летний сезон заканчивался, надо было торопиться с высадкой. Зимовье было окрещено «Лагерем Ридли» — в честь девичьей фамилии матери Борхгревинка (или его сына, также названного Ридли), а 1256-метровая гора, определяющая рельеф местности, — именем Хансона.
Борхгревинк решил зимовать в том же месте, куда они с Буллем высадились в 1895 году. Здесь имелся длинный галечный пляж, который является обиталищем одной из крупнейших популяций пингвинов Адели. Пингвины играли в планах начальника не последнюю роль, являясь резервным источником пищи и топлива. Участник экспедиции Р. Скотта геолог Реймонд Пристли писал, что Борхгревинк выбрал место проведения своей экспедиции случайно, лишь потому, что уже побывал на нём. Не имея представления об устройстве Антарктиды, он не знал, что положение мыса Адэр исключает любые серьёзные исследования внутренних районов континента, а местность вокруг него почти непроходима.

### Подготовка к зимнему сезону

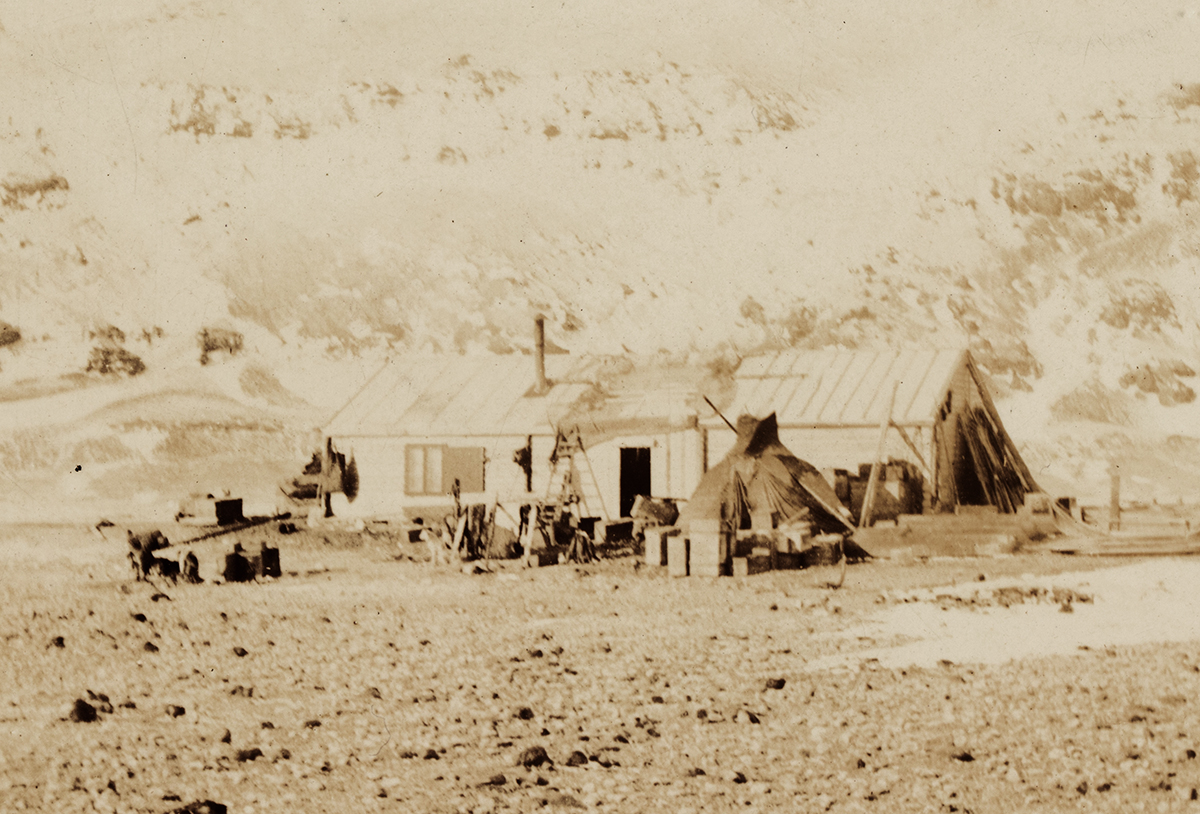
Вид зимовья Борхгревинка полярным летом 1899 года. Фото Уильяма Колбека

Выгрузка началась сразу же после прибытия — 17 февраля. В первую очередь на берег спустили свору собак (их осталось 75), а также каюров, чтобы те за ними присматривали. Собак разместили в конурах, сооружённых из продовольственных ящиков. Сразу же была начата охота на пингвинов и тюленей Уэдделла, которых забили столько, сколько смогли. В течение двенадцати дней были выгружены все материалы и припасы, которые перетаскивали с борта «Южного Креста» на шлюпках, иногда приходилось нести ящики и тюки через ледяную воду. Для отопления было взято 350 мешков угля и 30 баррелей керосина. 21 февраля из-за сильного шторма пятеро участников зимовочной партии и каюры оказались блокированы на берегу, но у саамов оказалась с собой палатка. Люди и собаки согревали друг друга.
Первым делом предстояло собрать привезённые с собой два деревянных норвежских дома: один предназначался для жилья, второй служил складом. В 300 ярдах разместили магнитный павильон, расположенный достаточного далеко, чтобы жильё не оказывало влияния на приборы. Хижины были заказаны кристианийской фирме Стрёммена (эта же фирма построила церковь китобоев в Грютвикене; в разобранном виде её отвёз и возвёл капитан Ларсен). Постройки разместили на расстоянии четырёх ярдов друг от друга, а пространство между ними было изолировано ящиками, и образованный тамбур позволял пользоваться обеими постройками даже в непогоду. Полы и стены были двуслойными с картонной изоляцией (крышу дополнительно утеплили шкурами добытых тюленей); наружная дверь открывалась внутрь, чтобы откапываться в снегопад. Крыша дополнительно крепилась канатами, привязанными к болтам, ввинченным в каменистый грунт. Помещение было площадью 6,4 × 5,5 м. Внутри жилой хижины нашлось место для чучельной мастерской (поначалу Борхгревинк хотел сделать её кабинетом) и тёмного закутка для проявки фотографий. Помещение освещалось через окна с двойным остеклением, оснащёнными ставнями. С трёх сторон были установлены койки в два яруса, в углу располагалась печь и посередине — общий стол в форме буквы «L». Койки были изолированы занавесками, позволяя создать иллюзию уединения. Впрочем, как вспоминал сам Борхгревинк, люди сравнивали эти закуты с гробами. На чердаке хранили реактивы и припасы, не переносящие замораживания, в том числе алкоголь.
Несмотря на интенсивные работы, командир находил время обследовать окрестности и назвал ближайший ледник именем Ньюнса. Хансон, Фугнер и Колбек 27 февраля забрались по леднику на высоту 1800 футов и нашли там мхи и другую растительность. 1 марта выгрузка была закончена, оборудовать жилище предстояло самим зимовщикам. В тот день был поднят флаг, вручённый Герцогом Йоркским; было устроено торжественное шествие, а командир произнёс речь. После этого состоялось прощание: льды в бухте стремительно намерзали. С берега дали залп из винтовок. Люди были подавлены, поскольку понимали, что если «Южный Крест» попадёт в дрейф или утонет, они останутся в Антарктиде навсегда. Планов спасательной экспедиции не было предусмотрено. Оле Муст на лыжах провожал барк до тех пор, пока он не скрылся за горизонтом. Бухта замёрзла в буквальном смысле на следующий день. Чтобы не дать людям праздности, уже 12 марта Борхгревинк объявил о начале разведочных походов для поиска прохода к Южному Магнитному полюсу. Однако им с Бернакки преградили путь утёсы высотой до 1119 метров, и стало ясно, что место зимовки полностью изолировано от остальной части антарктического побережья.

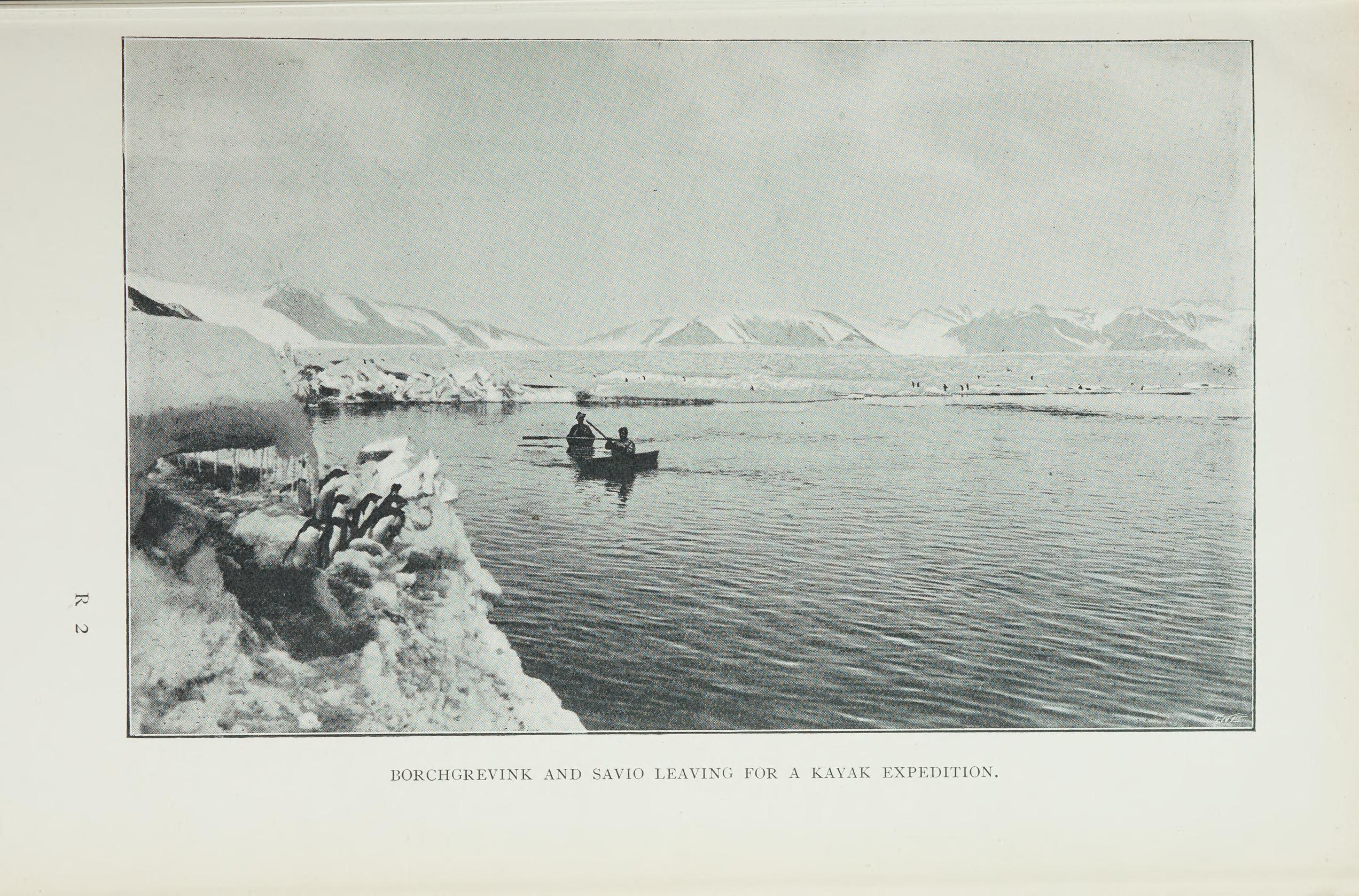
Борхгревинк и Савио на каяках

На следующий день, 13 марта, устроили торжественное празднование дня рождения Ньюнса. Подняв настроение команде, Борхгревинк пришёл к выводу, что можно пройти по льду Залива Робертсона до его устья; командир решил устроить 10-дневный поход с участием Колбека и Фугнера. 15 марта наблюдали первое южное сияние; лишь впоследствии зимовщики убедились, что эти явления предшествовали сильным штормам. В тот же день вспыхнул конфликт Бернакки и Борхгревинка: начальник хотел наблюдать сияние в телескоп, а физик-австралиец доказывал, что это бесполезно. Они помирились, но Бернакки потерял уважение к начальнику. Двинулись утром 19 марта, при этом Бернакки оставили на базе заместителем командира и исполняющим обязанности главы зимовочной партии, если что-то случится с Борхгревинком. Вместо десяти дней путешественники вернулись спустя 48 часов. Оказалось, что лёд сильно изломан, а ветер достиг штормовой силы. Эванс поскользнулся на льду, а ветром его чуть было не унесло на камни; англичанина перехватил Хансон. 80-мильный шторм разметал собачьи будки и разбил одну из двух шлюпок, оставленных для экспедиции. Вторую шлюпку завалили углём для надёжности. Вскоре последние тюлени и пингвины покинули мыс. Дни становились всё короче, однако Колбек и Бернакки развернули полный цикл метеорологических и магнитных наблюдений, которые проводились каждые два часа с девяти утра до девяти вечера. Хансон на льду бухты тралил дно и ловил рыб для образцов, и быстро обнаружил новые биологические виды. Впрочем, рыба в не меньшей степени разнообразила меню. 22 апреля Борхгревинк рискнул в последний раз выступить на разведку южного берега залива Робертсона, взяв с собой Фугнера, Бернакки и Савио, и припасов на двадцать дней. Морской лёд был очень тонким, а когда зимовщики расположились на галечном пляже, штормовой ветер взломал лёд в бухте. Морская вода залила палатку, вынудив зимовщиков карабкаться в горы. На третий день шторма Фугнер предложил добраться до зимовья на каяке, но Борхгревинк отказался. Однако уже в темноте Карстен Эгеберг отпустил Фугнера и Савио. После их отъезда ветер стих, а вода стала покрываться слоем «сала» — мелкого кристаллического льда. Бернакки и Борхгревинк ещё сутки ждали на узком скальном козырьке. Наконец, 26 апреля Фугнер и Савио добрались до товарищей по ледяному склону под утёсами, прорубая себе ступеньки. Оказалось, что их остановило намерзание льдов, но Савио убил тюленя, и они согрелись жировой лампой и вволю отъелись парным мясом; затем решили спасать оставшихся. 27 апреля опять разразился шторм, но путники всё-таки достигли лагеря Ридли. 15 мая началась полярная ночь. В день конституции Норвегии (17 мая) норвежско-саамская часть экипажа, в том числе и Борхгревинк, сильно напилась, и, несмотря на темноту, люди скатывались с крутых горных склонов на лыжах. При этом никто не поморозился и не получил иных повреждений

### Зимовка

#### Психологическая обстановка и быт

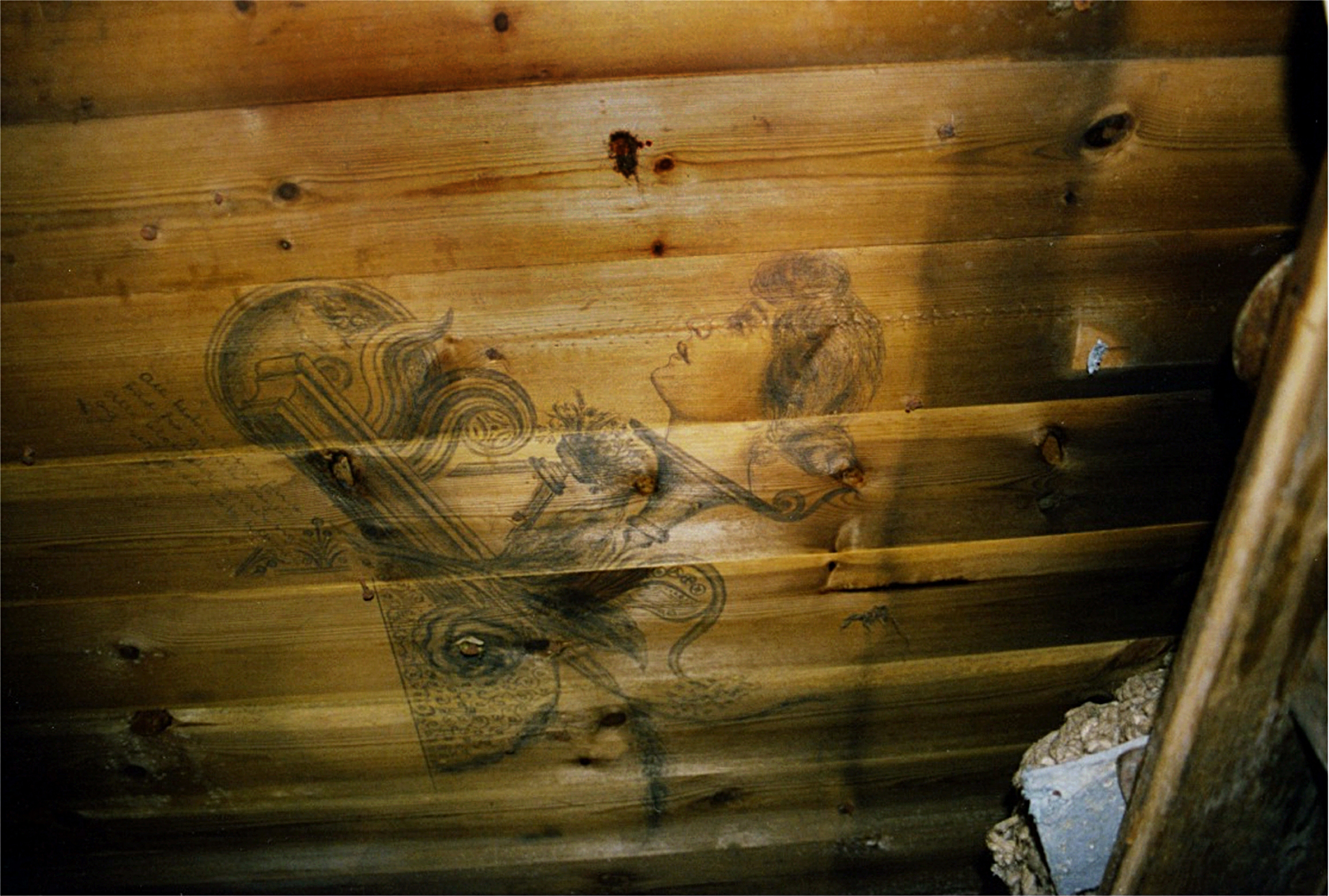
Рисунки и надписи Кулбейна Элефсена на потолке над его койкой в зимовочной хижине. Фото 2001 года

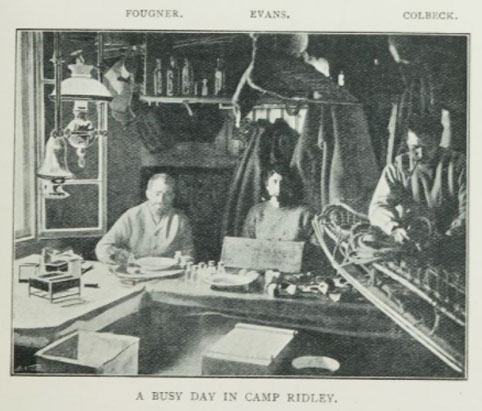
Внутренний вид хижины на мысе Адэр

Зимовка в лагере Ридли проходила в относительно благоприятных условиях. Несмотря на суровую погоду, научные наблюдения шли непрерывно, обеспечивая занятость, и отвлекая от мрачных мыслей. Учёные занимались также фотосъёмками, главным фотографом считался Бернакки, хотя собственной камерой располагал также Эванс. Было решено не рисковать непроявленными негативами, поэтому эксперименты с выдержкой, составами проявочных растворов и печатью снимков требовали изобретательности и терпения, особенно при работе с желатиновой плёнкой. Бернакки экспериментировал и с кинокамерой. Однако главной проблемой была теснота, когда десять человек были заперты в своей хижине непогодой. Выход на воздух в штормовую погоду был отдельным испытанием: к магнитному павильону и метеостанции были протянуты канаты, к которым было необходимо привязываться, чтобы не потеряться во время метели. Психологическая обстановка осложнялась эмоциональностью Борхгревинка и его чувствительностью к любым посягательствам на его авторитет и властные полномочия. Вдобавок, он требовал уважения к своим научным навыкам, хотя не умел обращаться с оборудованием и корректно вести записи наблюдений. Однажды он недосмотрел за хронометрами, один из которых остановился. Бернакки настолько злил его дилетантизм, что в один прекрасный день физик заявил, что Борхгревинк не должен даже прикасаться к приборам и журналам наблюдений. Это усилило в командире подозрительность, он старался уловить малейшие признаки заговора против него. В день середины зимы (15 июля) командир попытался заставить команду подписать документ на норвежском языке, якобы, составленным Ньюнсом и его адвокатом, что неповиновение начальнику будет считаться мятежом и караться по британским законам 15-ю годами тюремного заключения. Вечером того же дня после скандала был уволен Колбек, который отныне считался «гостем» экспедиции и не допускался к научным работам. Бернакки сумел сдержаться и мягко разъяснил Борхгревинку, что глубоко оскорблён, поскольку на первое место ставил интересы науки, а не «дешёвую популярность». Норвежец тогда извинился, но с Колбеком они не разговаривали целую неделю, пока Карстен не вручил англичанину молитвенник с запиской, предлагающей помириться. Беседовали они на открытом воздухе и объявили, что увольнение аннулировано. Впрочем, Бернакки после этого стал именовать начальника в своём дневнике по-французски «Дитя» (фр. L'enfant). Позднее Бернакки жаловался, что зимовка проходила в праздности и «демократической анархии», в доме было грязно, а Борхгревинк не был достаточно авторитарным вождём, чтобы привести обстановку в порядок.

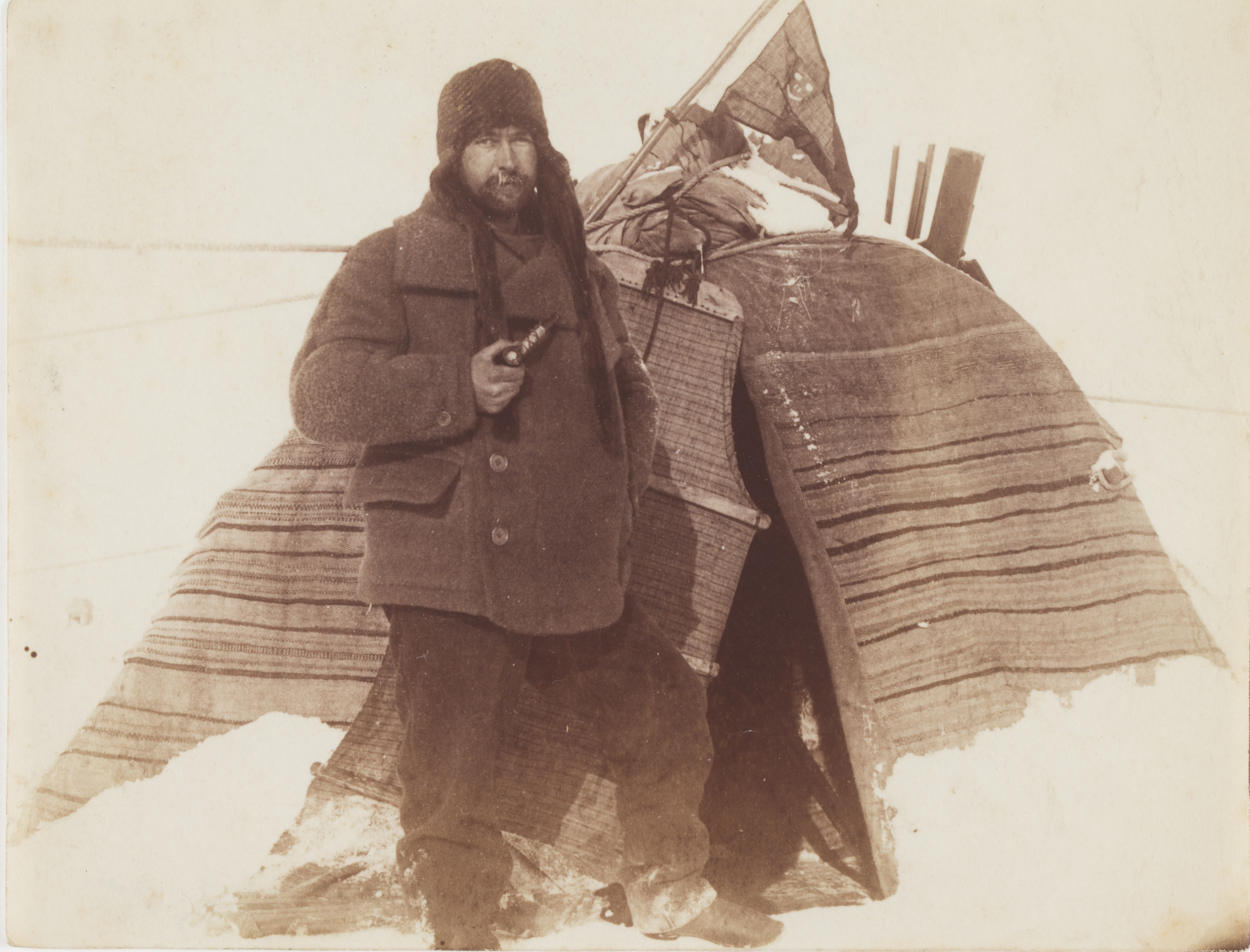
Уильям Колбек у хижины для магнитных наблюдений

Борхгревинк пытался использовать лунные ночи для исследований вокруг мыса Адэр. 21 июля он выступил с обоими саамами и Фугнером и тридцатью собаками по морскому льду. Однако поход оказался слишком изматывающим: лёд сильно изнашивал полозья и ранил лапы тягловых животных, несмотря на морозы, спать приходилось без палатки, чтобы мгновенно среагировать на ледовые сжатия и появление разводий. Возвращение оказалось бесславным, хотя Савио ухитрился выгнать из полыньи тюленя, которого заставил добраться до лагеря, где он был убит и съеден. 24 июля могло оказаться последним днём экспедиции. Команда проснулась ночью от запаха дыма: Колбек, отправляясь снимать показания приборов ночью, оставил свечу, которая подпалила еловую доску внутренней обшивки. Это обошлось без последствий. 26 июля, в канун полярного рассвета, Борхгревинк начал серию последовательных поездок по берегам залива Робертсон, которыми занимался два последующих месяца. Его сопровождали оба саама и Эванс. Лёд был сильно изломан, вдобавок, с 28 до 30 июля бушевал шторм, держа путешественников на одном месте. Лишь 31 июля достигли острова, который был назван в честь герцога Йоркского. 4 августа из-за того, что морозы достигали пятидесяти двух градусов по Фаренгейту (−47 °C), путешественники двинулись в свой лагерь. Снабдившись припасами, Борхгревинк вернулся на остров, где обустроил каменное логово, изолированное снегом. Жировые лампы позволяли поддерживать внутри температуру на точке замерзания воды. То, что командир и лапландцы неделями жили на острове Дьюк-оф-Йорк, несколько разрядило напряжение на базе. Из этого убежища Борхгревинк открыл бухту Колбека, Землю Гейки и ледники Дагдейл и Мюррей. Во время одного из рейсов за провиантом чуть не погиб Савио, который провалился в ледниковую трещину головой вперёд. Напрягая все силы, он сумел повернуться, и, упираясь спиной, резал ножом ступеньки, пока Борхгревинк не вытащил его. У начальника появилась навязчивая идея, что его остров богат золотом, хотя найденные образцы были пиритом. Он даже специально поднял британский флаг и принял остров во владение сэра Джорджа Ньюнса. Бернакки мечтания Борхгревинка сильно раздражали, он писал в дневнике, что это отвлекает от действительно важной научной работы и доказывает дилетантизм начальника. Также австралиец подозревал начальника в пьянстве, которому тот предавался в зимнем лагере на острове Дьюк-оф-Йорк. Ездовые собаки полностью оправдали все вложения в них: они находились на подножном корму, продолжали размножаться в Антарктиде, люди сильно привязались к ним, что поднимало настроение и улучшало моральный климат. Борхгревинк писал, что был поражён, когда одна из собак, пропавших в буране, вернулась спустя два месяца, не будучи истощённой: вероятно, она охотилась на пингвинов. Тим Бомэн отмечал, что британцы не извлекли уроков из истории экспедиции «Южного Креста», которая продемонстрировала почти безграничные возможности собачьих упряжек в антарктических условиях.
В отсутствие начальства жизнь на базе Ридли вошла в рутинную колею. Ежедневно доставлялся лёд для расплава. Поскольку бури основательно занесли постройки снегом, сделались меньше сквозняки, однако в помещении стало душно, что усугублялось курением. Врач Кловстад регулярно измерял физические параметры экипажа, включая динамометрические показатели. У людей не отмечалась депрессия полярной ночи, которая сильно влияла на команду бельгийской экспедиции. Меньше всего от непривычных условий страдали каюры-саами, что отражало их специфический жизненный опыт. Некоторые странности демонстрировал сам Борхгревинк, который однажды заявил Бернакки, что он теософ-телепат и может читать мысли. Во время зимовки люди общались между собой по-английски и обращались по фамилиям. Саамы также довольно быстро освоили язык, а Савио даже научился грамотно писать. Бернакки вспоминал, как саамы пересказывали ему, что именно норвежцы говорят о своих товарищах. Рацион питания включал, кроме консервов, ещё и свежее мясо и рыбу. Кок Элефсен умел разнообразить меню, в дневниках участников экспедиции не было жалоб на качество и количество еды. Борхгревинк писал, что Элефсену не удалось освоить искусство приготовления английских пудингов, что воспринималось, скорее, юмористически. Приёмы пищи были краткими, в основном, из-за того, что иссякли темы застольных разговоров. Тем не менее, команда старалась побольше праздновать: отмечались дни рождения спонсора Ньюнса, королевы Виктории (24 мая), герцога Йоркского и принцессы Уэльской, норвежские национальные праздники. Если позволяла погода, норвежцы активно бегали на лыжах. Борхгревинк любил читать лекции по разным предметам, хотя его подчинённые считали их утомительными. Савио развлекал товарищей саамскими песнями. У экспедиции была богатая библиотека, в основном, укомплектованная литературой о путешествиях. Немалую роль в психологической разрядке играли азартные игры; проигравшие несли чёрную кухонную вахту, убирались в помещении. Недостатком зимовочной базы было отсутствие возможностей для гигиенических процедур. На праздновании дня середины зимы люди вывернули наизнанку нижнее бельё. Савио, устав от грязи, построил из досок и асбеста сауну, надёжно изолированную снегом.

#### Смерть Хансона

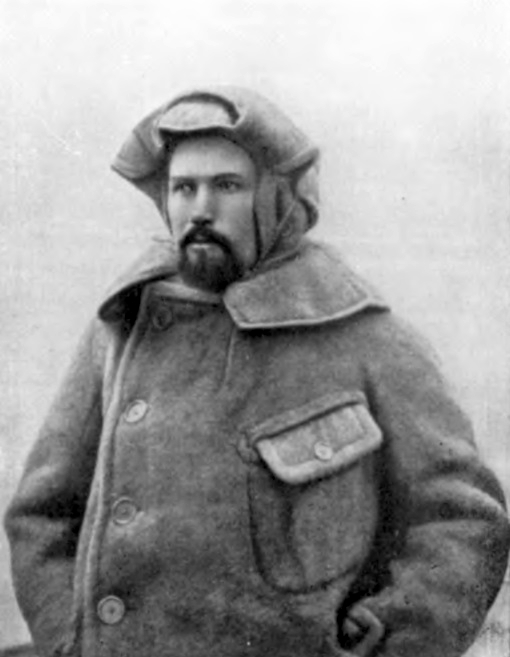
Фотопортрет Хансона

Состояние здоровья большинства членов команды не вызывало опасений, за исключением ревматизма Борхгревинка и невралгии Колбека, вызванные их длительным пребыванием на холоде. Однажды Эванс заблудился в пурге, когда шёл на метеостанцию снимать показания приборов (он отпустил направляющий канат и разбил фонарь), и его обнаружил спустя три часа Фугнер. Эванс был сильно поморожен и долго восстанавливался. С июля стало ухудшаться состояние зоолога Хансона. В сентябре он сильно распух, конечности его немели и теряли чувствительность, у него проявилось расстройство сна, при этом он не испытывал болей. Врач Кловстад не мог установить диагноза, а сам Борхгревинк считал, что это бери-бери. Некоторые подробности медик сообщил в письме жене Хансона, отправленном 30 марта 1900 года. Оказывается, 10 сентября 1899 года из-за неправильного обращения с угольной печью команда отравилась угарным газом, тяжелее всего пришлось Хансону (который испытал временный паралич ног, прошедший только через три дня), Борхгревинку и Бернакки. По другой версии, инцидент с печью произошёл 31 августа.
Резкое ухудшение наступило 8 октября: у Хансона вызывал рвоту любой приём пищи. Далее развилась сильная одышка, после 10 октября врач беспокоился о его состоянии. В тот же день начальник записал в дневнике, что уверен в скорой смерти зоолога. Товарищи по экспедиции покинули дом и поселились в палатках, оставив тёплое помещение для больного и врача. 11 октября Хансона мучила сильная икота, однако он ещё сохранял силы и мог самостоятельно передвигаться от койки к столу. Рано утром 14 октября Кловстад заявил, что смерть неизбежна. Хансон сообщил Борхгревинку, кому может доверить исполнение своих зоологических обязанностей (Фугнеру — консервацию образцов морской фауны, Эвансу — наблюдения за птицами и тюленями), а также выбрал место для своего захоронения на вершине мыса. Также он попрощался со всеми товарищами по команде, и сообщил, что рад, что его не видят члены его семьи. Хансон женился всего за месяц до своего назначения, его дочь родилась уже после отъезда отца в Антарктиду. В последний день состояние больного несколько улучшилось, он даже удержал съеденный завтрак. В три часа пополудни 14 октября зоолог скончался; за полчаса до этого Эванс сообщил, что появились первые в новом сезоне пингвины. Борхгревинк провёл краткую заупокойную службу. Погребение пришлось перенести из-за сильнейшего шторма. 17 октября Эванс и Бернакки отправились копать могилу, что удалось сделать только с помощью динамита. Могила была расположена на высоте 350 м над уровнем моря. В половине шестого вечера 18 октября состоялось погребение — первое на Антарктическом континенте. Саамы отпели покойного на своём родном языке.

#### В ожидании «Южного Креста»
С приходом полярной весны стало больше возможностей для санных походов. Борхгревинк вернулся на Дьюк-оф-Йорк, где к нему в конце октября присоединились Эванс и Колбек, изучая гнездование пингвинов. В ноябре начальник попытался пройти по морскому льду на восток, используя каяки, но повернул уже через два дня. В начале декабря была сделана последняя попытка попасть в залив Робертсон для изучения птиц и добычи яиц. Кловстад обнаружил три новых вида насекомых во мхах Земли Гейки. Это было первое открытие насекомых к югу от Полярного круга, что было одним из крупнейших научных достижений экспедиции. В окрестностях мыса Адэр происходило массовое гнездование пингвинов, численность которых Борхгревинк оценивал в миллионы голов. На всякий случай заготовили мясо 100 пингвинов и 4000 яиц. 3 декабря планировалось наблюдение солнечного затмения, которое бы позволило уточнить ход хронометров и определить заново координаты мыса, но в течение всего дня небо было затянуто облаками. Рождество отпраздновали изысканным меню, сварили грог, люди предавались играм в карты и шахматы, несмотря на сильнейший шторм. На следующий день Эванс испёк слоёный пирог, люди по-прежнему были блокированы штормом в своём доме. Команда с нетерпением ожидала появления «Южного Креста» и опасалась остаться на вторую зимовку. Поля пака постепенно таяли, Борхгревинк ожидал своего корабля ещё до Нового года. Он даже заключил пари на пять фунтов стерлингов, что судно вернётся до 1 января 1900 года.
В новогодние праздники экспедиционеры устроили массовую санобработку, а поскольку день был солнечный, удалось погреться, улегшись на крыше зимовочной хижины. Командира одолевала мрачность: Джеймс Росс достиг мыса Адэр 11 января 1841 года. В день 11 января 1900 года над морем было «водяное небо» (отражение открытой воды на облачности), что наводило Борхгревинка на подозрение о потере «Южного Креста». В середине января разразилась 11-балльная буря, которая опустила моральный дух, по определению Бернакки и самого Борхгревинка, «ниже нуля», «ниже, чем столбик ртути в термометре». Экспедиционеры добровольно каждый день сменяли друг друга на наблюдательном пункте. Вдобавок, когда растаял снег, оказалось, что лагерь был построен прямо на залежи гуано, и в доме ощущался запах аммиака: «вдыхать этот воздух было сплошным мучением». Рано утром 28 января Элефсен открыл дверь зимовья, чтобы наколоть щепы для растопки, и увидел приближавшегося человека, в котором узнал капитана Йенсена с мешком почты. Йенсен в интервью «The Westminster Gazette» приводил другую версию: когда он приблизился к зимовью и не услышал ни звука, он поначалу опасался, что все участники команды погибли. Войдя, он удостоверился, что все спят, и тогда бросил мешок с письмами на стол и громко сказал: «Почтальон пришёл!».

### Плавание в Море Росса. Возвращение

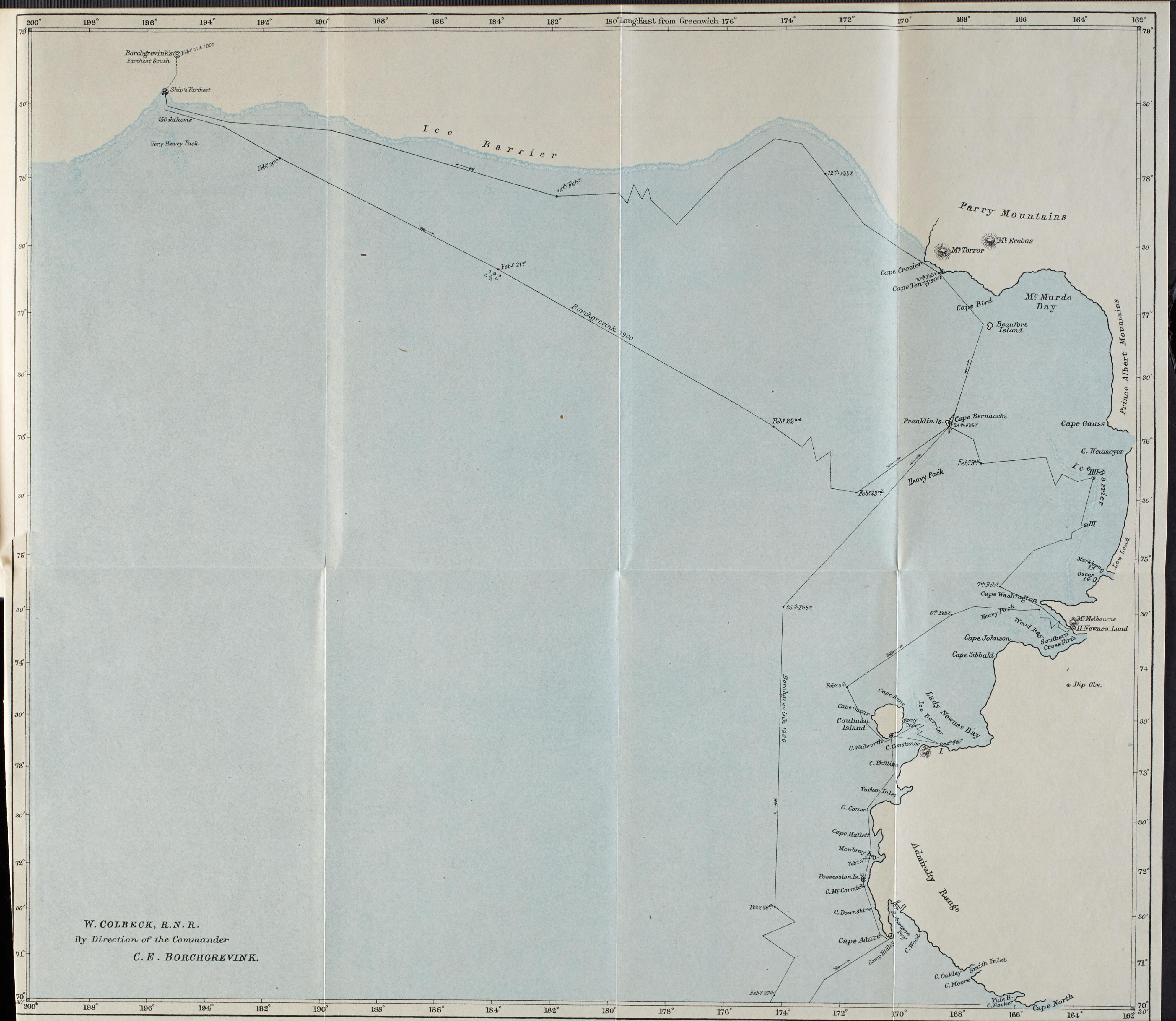
Карта морского путешествия на «Южном Кресте» полярным летом 1900 года

После прибытия «Южного Креста» Борхгревинк сообщил Бернакки, что собирается оставить пятерых участников команды на мысе Адэр, а сам в сопровождении трёх учёных (ещё Колбека и Фугнера) намерен обследовать побережье Моря Росса. Впрочем, уже через день планы поменялись: база была фактически брошена, а все оставшиеся припасы (педантично перечисленные в описи) — оставлены для нужд любых экспедиций, которые ещё окажутся в будущем в этих краях. Накануне отплытия 2 февраля, Борхгревинк, Бернакки, Колбек, Кловстад и Фугнер привели в порядок могилу Хансона, укрепив над ней крест с бронзовой табличкой, на которой выгравировали имя и даты жизни. Геолог Пристли писал, что к 1911 году поставленный спутниками Хансона крест повалило ветром, но англичане восстановили его и даже написали эпитафию. В тот же день на борт барка были загружены научные коллекции, записи и все ездовые собаки с санями. Бернакки писал в дневнике, что нисколько не сожалеет, что оставляет «пустынь», в которой команда прожила почти год. 3 февраля двинулись к острову Посешн, который так и не удалось достигнуть на лыжах и собаках. Погода была скверная и мешала выполнению магнитных наблюдений. Тем не менее, удалось высадиться на сушу и даже найти коробку из-под табака, где Кристенсен оставил послание потомкам. Сообщение было в полном порядке, Борхгревинк приписал к нему добавление о собственных успехах. Зимовщики сошлись во мнении, что остров был бы гораздо лучшим местом для базы, поскольку полуостров Адэр прикрывал от бурь, опустошавших лагерь Ридли, а условия для магнитных наблюдений были ничуть не хуже. Далее команда двинулась к соседнему острову Колмен, и, несмотря на непогоду, Борхгревинку, Бернакки и Колбеку удалось высадиться на малой шлюпке. Поскольку был риск задержаться из-за бури, сделали несколько фотографий, взяли образцы горных пород и вернулись на корабль. Опять произошла стычка Бернакки и Борхгревинка, поскольку норвежец потребовал прервать магнитные наблюдения ради фотографирования лёжки тюленей.

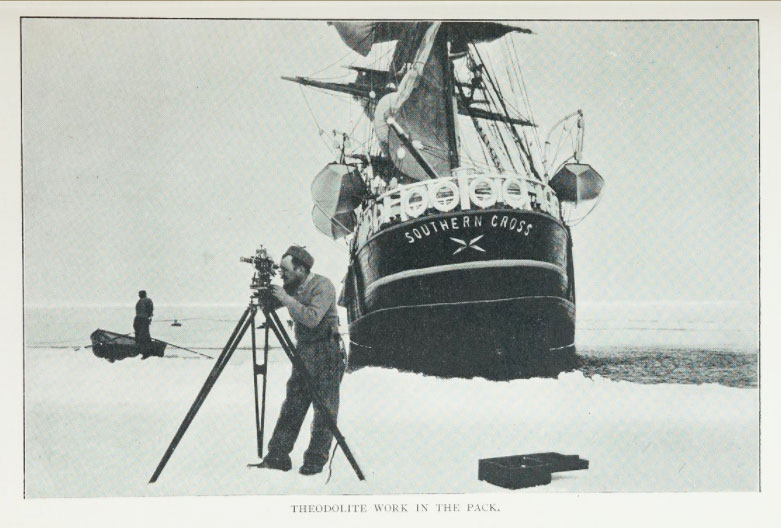
Наблюдения в теодолит на кромке пакового льда. «Южный Крест» виден с кормы

5 февраля «Южный Крест» вошёл в Вуд-Бэй и посетил остров Франклина. Колбек и Бернакки продолжали магнитные наблюдения до девятого числа, несмотря на сильные снегопады. Отсутствие солнца мешало рассчитывать магнитное склонение. Борхгревинк принял решение повторить цикл наблюдений на обратном пути. Фугнер в это время открыл примечательные образцы мелководной морской фауны, которые дополнили собранные на мысе Адэр коллекции. Далее двинулись к мысу Крозье на острове Росса, где имелись две гигантские колонии пингвинов Адели. Это была первая высадка на острове. На мысе Теннисон у подножья горы Террор произошло отделение айсберга, поднявшее восьмифутовую волну, которая чуть не утащила в море обоих начальников — Йенсена и Борхгревинка. Бернакки в дневнике раздражённо писал, что это, по-видимому, самая южная точка, пока что достигнутая британской экспедицией, однако четверо из людей, которые её посетили, — норвежцы. Далее барк двинулся вдоль Великого ледяного барьера, проведя восемь дней пути в сплошном тумане. Он стелился низко, поэтому из «вороньего гнезда» вполне можно было управлять судном. Барнакки и Борхгревинк не сошлись во мнении о протяжённости ледника: физик полагал, что барьер имеет протяжённость не более пятидесяти миль в глубину, а далее простирается неизвестный ледовитый океан, вероятно, с разбросанными по нему островами. 16 февраля оказалось, что «Южный Крест» прошёл южнее, чем Джеймс Росс шестьдесят лет назад, что отпраздновали, выдав всему экипажу алкоголь, а Борхгревинк произнёс типичную для него высокопарную речь. Ледник отступил на 30 миль за полвека. После того, как туман рассеялся, увидели проход в ледяном барьере, который восемь лет спустя будет назван Китовой бухтой. Шеклтон при этом называл её «Бухтой Борхгревинка». 17-го барк удалось ввести в залив, а ледовый припай позволил высадиться без всякого труда. Весь экипаж высадился на берег, чтобы запечатлеть себя в самой южной точке, достигнутой тогда человеком (78°34’ ю. ш.). Утром 17 февраля Борхгревинк, Колбек и Савио встали на лыжи и взяли с собой собачью упряжку, чтобы разведать местность. Они продвинулись вглубь на десять миль, обнаружили, что поверхность барьера снежная и весьма ровная, и достигли рекордной для того времени широты 78°50’. Поход и возвращение заняли восемь часов. 19 февраля Бернакки, Фугнер, Эванс и второй механик Юханнесен отправились наблюдать тюленей, обнаружив в пяти милях от судна лёжку более чем в 200 голов. Однако капитан Йенсен стал подавать сигналы паровым свистком, призывая их к возвращению: льды стали смыкаться, угрожая не пустить «Южный Крест» в открытые воды.
Протаранив ледовые перемычки, «Южный Крест» направился обратно к острову Франклина, где планировалось повторить цикл магнитных наблюдений. Однако сильное волнение на море и смыкающиеся поля льда заставили капитана Йенсена прокладывать курс на север. После пересечения Южного полярного круга 3 марта началась череда сильнейших штормов, которые иногда отбрасывали барк назад в антарктические воды. 21 марта прибыли на архипелаг Окленд. Здесь команда закупила свежее мясо, произвела очистку парового котла от солевых отложений, а Борхгревинк отправил первую телеграмму Ньюнсу с сообщением, что скончался Хансон, остальные люди в полном порядке, рассчитана точка Южного магнитного полюса и достигнута крайняя южная точка на Ледяном барьере. 7 апреля тихоходный барк прибыл в Хобарт. Королевское общество Тасмании 18 апреля устроило участникам команды чествование и молебен в городском соборе. Среди поздравительных телеграмм было и послание от Маркема, который ограничился констатацией благополучного возвращения, ни словом не упомянув о достижениях. Начальник экспедиции выступил в Обществе с первым докладом о результатах экспедиции, в котором заявил, что для успешной работы в Антарктиде предпочтительнее использование двух судов. Вскоре после этого Борхгревинк выехал в Лондон рейсовым лайнером, поскольку требовалось скорее отчитаться перед спонсором и заявить в Королевском географическом обществе о своём приоритете.

## После возвращения

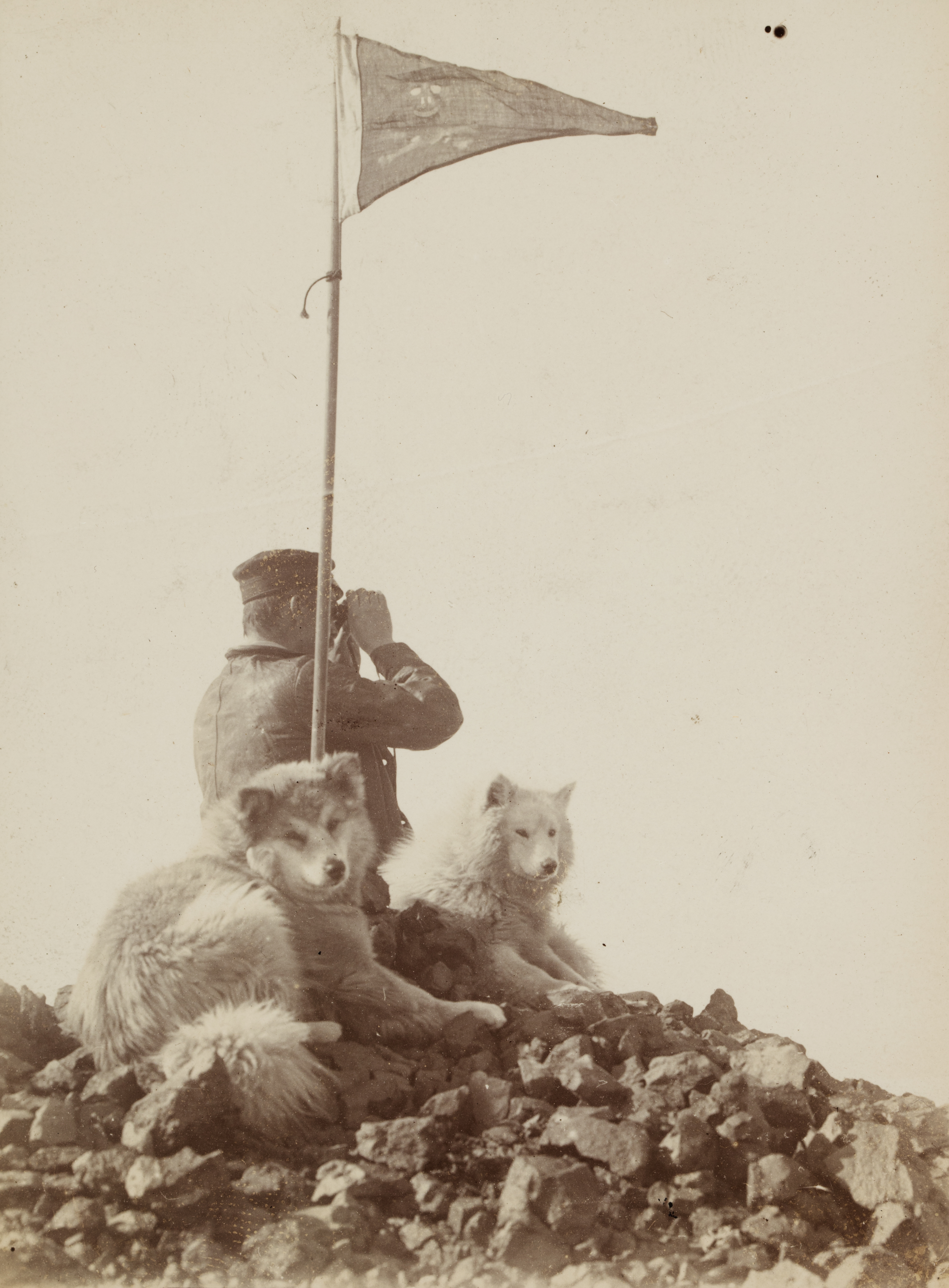
Уильям Колбек с ездовыми собаками

Против Борхгревинка оказался резко настроен сэр Клементс Маркем, который в то время вывел на финишную прямую подготовку национальной антарктической экспедиции. Роберт Скотт был назначен её начальником 11 июня — через пять дней после возвращения норвежца в Лондон. Тем не менее, 25 июня 1900 года Карстен Борхгревинк представил отчёт об экспедиции на «Южном Кресте» в Королевском географическом обществе (территориально — в большой аудитории Лондонского университета). Встречен он был холодно, председателем на заседании был лично сэр Маркем; присутствовали шесть адмиралов и семь рыцарей, включая Леонарда Дарвина. Путешествие при этом именовалось «Антарктической экспедицией сэра Джорджа Ньюнса». Тем не менее, Борхгревинка удостоили серебряной медали Шотландского географического общества и рыцарского креста норвежского Ордена Святого Олафа. В США Национальное географическое общество устроило норвежцу чествование под председательством Адольфа Грили. После прибытия научной команды стало возможно шире пропагандировать географические достижения экспедиции. Одним из наиболее существенных открытий стало доказательство существования древнего материка Гондвана и геологической связанности современных Антарктиды, Австралии и Южной Америки. 28 декабря 1900 года пришли тяжёлые вести из Норвегии: в стране была эпидемия тифа, от которого скончался 32-летний врач Кловстад.
В течение 1901—1902 годов вышли описания путешествия, выполненные самим Борхгревинком и физиком Бернакки, а также научные результаты экспедиции. Критики хвалили книгу Бернакки, тогда как ньюнсовское издание записок Борхгревинка критиковали за «легковесность». Готовя немецкое и норвежское издания своей книги, вышедшие в 1904 и 1905 годах, автор увеличил количество иллюстраций и включил огромное количество научных данных, обработанных Бернакки и Колбеком. Единственная рецензия увидела свет в журнале «Nature», и была резко негативной. На фоне рекламной кампании Маркема английская публика не желала воспринимать успеха экспедиции, которая была английской только по названию. Шумиха помешала осознанию того, что именно команда Борхгревинка доказала на практике, что люди способны пережить антарктическую зиму. Главной причиной относительного неуспеха Т. Бомэн объяснял отсутствие сенсации, особенно на фоне Боксёрского восстания в Китае и англо-бурской войны. Выбор места зимовки был неоптимален. Мыс Адэр расположен в зоне постоянно низкого атмосферного давления на траектории циклонов, идущих из внутриконтинентальных районов Антарктиды на юго-восток. Это подтвердили и непрерывные метеорологические измерения, проводившиеся с 18 февраля 1899 года по 28 января 1900 года каждые два часа. Эти же данные впервые подтвердили теорию Джона Мюррея о постоянном антициклоне над Антарктидой. Магнитные наблюдения Бернакки и Колбека были обработаны Чарльзом Кри. Снаряжение экспедиции позволило бы достигнуть и самой точки Южного Магнитного полюса, но условия мыса Адэр не позволяли обустроить базу санного похода на кромке континентального ледника. Экспедиция Дугласа Моусона, базировавшаяся в бассейне Коммоунэлт со столь же суровыми природными условиями, добилась огромных результатов.
На репутации Борхгревинка самым негативным образом сказались зоологические исследования и смерть Николая Хансона. Начальник экспедиции лично доставил в Британский музей образцы и записки Хансона, завещанные ему перед смертью. Многие образцы пострадали при перевозке через тропические широты, а записи были разрозненными и несистематизированными. В издании Лондонского музея естественной истории под редакцией Роберта Боулдера-Шарпа и Рэя Ланкестера вся ответственность за неполученные результаты была также возложена на Борхгревинка. Критика вызвала крайне эмоциональную реакцию Борхгревинка, который обменялся со своими оппонентами рядом открытых писем на страницах лондонской «Таймс» в 1902 году. В результате на стороне обвинителей оказался и традиционный британский шовинизм. Борхгревинк воспринимался как «узурпатор», вдобавок, он плохо говорил по-английски. Напротив, высокопрофессиональный и свободно владеющий английским языком Хансон выставлялся в прессе как жертва некомпетентности своего командира. Например, Карстен Эгеберг неосторожно назвал Хансона «своим таксидермистом».
Барк «Южный Крест» был продан тюленебойной компании. В марте 1914 года он был раздавлен льдами у юго-восточного побережья Ньюфаундленда, при этом погибли 173 члена команды, что было крупнейшей морской катастрофой в истории Канады.

## Память

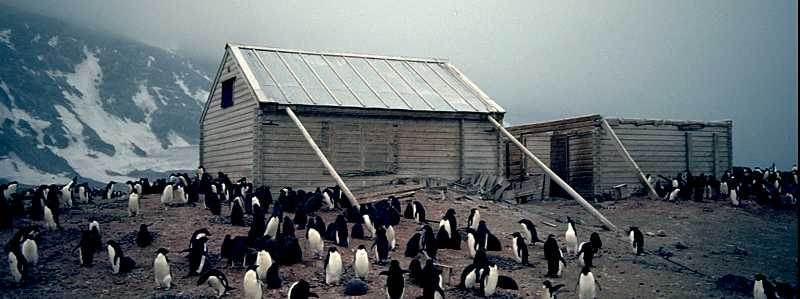
Зимовье Борхгревинка на мысе Адэр. Складское помещение лишено крыши. Фото 1992 года

В 1929 году стортинг присудил Борхгревинку почётный оклад в 3000 норвежских крон за его заслуги. Ранее он был удостоен высших наград Дании и Австро-Венгрии. По мнению историка Д. Крейна, «если бы Борхгревинк был британским морским офицером, в Англии серьёзнее отнеслись к его достижениям». Фритьоф Нансен посчитал Борхгревинка мошенником и категорически отказался с ним встречаться. Лишь в 1930 году пришло запоздалое признание Королевского географического общества. Совет Общества по рекомендации Хью Роберта Милла и Луиса Бернакки присудил норвежцу Медаль покровителей. Формулировка была такова: «за пионерскую Антарктическую экспедицию 1898—1900 годов, которая впервые зазимовала на Антарктическом материке, впервые осуществила передвижение по Великому ледяному барьеру». При этом особо подчёркивалось, что экспедиция на «Южном Кресте» проводилась под британским флагом и за счёт британской спонсорской поддержки.
Канадская перепечатка ньюнсовского издания отчёта Борхгревинка об экспедиции в 1982 году вызвала рецензию известного географа М. Олфорда. Он писал, что книга Борхгревинка была «перечёркнута» отчётами Роберта Скотта и Эрнеста Шеклтона. Спустя три четверти века сложно даже вообразить, что оба полярника не извлекли из опыта норвежца ничего, несмотря на то, что на «Дискавери» служили двое людей Борхгревинка. Олфорд отмечал, что чтение книги вызывает ряд существенных вопросов, в частности, была ли экспедиция столь привязана к берегу, что не выполнила никаких работ внутри континентальных областей. Как руководитель Борхгревинк явно не понимал ценности постоянной занятости во время полярной ночи для поддержания нормального морального климата на зимовье. Участники команды явно не обладали командным духом, свойственным последующим предприятиям Скотта и Шеклтона, да и сам Борхгревинк не был полярным путешественником в подлинном смысле слова. По сравнению с эпохальными путешествиями Амундсена, Шеклтона, Скотта, Моусона зимовка на мысе Адэр была лишь скромной разведкой. «Но Борхгревинк был первопроходцем, и его достижения сегодня должны быть приняты с ясностью и признательностью».
Первая монография, в которой с позиций современной науки в комплексе переосмысливалась экспедиция на «Южном Кресте», была опубликована Тимом Бомэном в 1994 году. Рецензент Дж. Фогг (Морские лаборатории, Англси) отмечал, что британскому военно-морскому истеблишменту «понадобилось много времени, чтобы простить Борхгревинка». Отчасти, в этом был повинен он сам: несомненно, обладая энтузиазмом, решимостью и опытом, он был самоуверенным, небрежным в научных вопросах, и неумело обращался со своими людьми. Он подошёл к антарктической зимовке как практик и инноватор. Так, каяки после Борхгревинка впервые были использованы в Антарктике лишь в 1984 году. «Книга заставляет задуматься, насколько всё могло пойти иначе, если бы Борхгревинк не отклонил приглашение на ужин сэра Клементса».
Историк полярных путешествий Бо Риффенберг (его исследование об экспедиции было издано «Музеем „Фрама“») отметил, что экспедиция Борхгревинка с позиции географической науки XXI века признаётся новаторской во всех отношениях. Норвежский полярник показал преимущество малой команды, возглавляемой начальником, «загоревшимся желанием исследовать неизвестное».
Хижина Борхгревинка на мысе Адэр является первым и старейшим сохранившимся сооружением на территории Антарктиды. В первые годы антарктических исследований зимовье регулярно посещали: в 1902 году здесь побывала команда «Дискавери», а в 1911 году — барка «Терра Нова». Команда лейтенанта Кемпбелла построила рядом с норвежскими собственный зимовочный домик, который к 2012 году был полностью разрушен ураганами. После того, как мыс Адэр был оставлен, вплоть до 1956 года зимовья не посещались людьми. В 1973 году новозеландские полярники приступили к консервации объектов Борхгревинка. В 1982 году экспедиция Музея Кентербери провела консервирующий ремонт хижин и составила подробную опись предметов, которая включала более 1100 позиций. Все три постройки на мысе Адэр внесены в список исторических мест Антарктиды, охраняемых по Договору об Антарктике (№ 22), могила Николая Хансона обозначена отдельно (№ 23).

### Первоисточники
- Bernacchi L. C. To the South Polar regions : expedition of 1898—1900 :  [англ.]. — London : Hurst and Blackett, 1901. — xvi, 348 p.
- Borchgrevink C. First on the Antarctic Continent: With portraits, maps, and 186 illustrations :  [англ.]. — London : George Newnes Ltd, 1901. — xv, 333 p.
- Borchgrevink C. E. Das Festland am Südpol. Die Expedition zum Südpolarland in den Jahren 1898—1900 :  [нем.]. — Breslau : S. Schottlaender, 1904. — 626 S.
- Borchgrevink C. E. Nærmest sydpolen aaret 1900 :  [букмол]. — København og Kristiania : Gyldendalske boghandel nordisk forlag, 1905. — 561 s.
- Амундсен Р. Южный полюс // Р. Пири. Северный полюс Р. Амундсен. Южный полюс / Пер. Л. Л. Жданова. — М.: Мысль, 1972. — С. 250—532. — 550 с. — (XX век. Путешествия. Открытия. Исследования).
- Борхгревинк К. У Южного полюса. Год 1900 / Пер. С. А. Тархановой [с норвежского издания 1905 г.]; Ред., вступ. ст. и коммент. Н. Я. Болотникова. — М.: Географгиз, 1958. — 328, [18] с. — 25 000 экз.
- Пристли Р. Антарктическая одиссея: Северная партия экспедиции Р. Скотта / Пер. с англ.; предисловие Л. И. Дубровина. — Изд. 2-е. — Л. : Гидрометеоиздат, 1989. — 360 с. — ISBN 5-286-00405-9.

### Монографии и статьи
- Буманн-Ларсен, Тур. Амундсен / Пер. Т. В. Доброницкой, Н. Н. Фёдоровой. — М.: Молодая гвардия, 2005. — 521 с. — (Серия ЖЗЛ). — ISBN 5-235-02860-0.
- Alford M. Reviewed Work: [First on the Antarctic Continent by C. E. Borchgrevink] :  [англ.] // Arctic. — 1982. — Vol. 35, no. 3 (September). — P. 451. — JSTOR 40509370.
- Baughman T. H[англ.]. Before the heroes came : Antarctica in the 1890s. — Lincoln and London : University of Nebraska Press, 1994. — xi, 160 p. — ISBN 0-8032-1228-3.
- Branagan D. F. Carsten Egeberg Borchgrevink (1864—1934): The Man Who Claimed to be the First to Set Foot on Antarctica // Earth Sciences History. — 2014. — Vol. 33, no. 1. — P. 67—121. — doi:10.17704/eshi.33.1.a0768366584n23vv. — JSTOR 24138936.
- Crane, David. Scott of the Antarctic : a life of courage and tragedy in the extreme south. — London: Harper-Collins, 2005. — VIII, 578 p. — ISBN 978-0-00-715068-7.
- Fiennes, Ranulph, Sir. Race to the pole: tragedy, heroism, and Scott’s Antarctic quest. — New York : Hyperion, 2004. — viii, 462 p. — ISBN 0-4013-0047-2.
- Fleming F. Ninety Degrees North. — London: Granta Publications, 2002. — 496 p. — ISBN 1-86207-535-2.
- Fogg G. E. Ventures Southward :  [англ.] // Science, New Series. — 1994. — Vol. 264, no. 5161 (13 May). — P. 1023—1024. — JSTOR 2883789.
- Huntford R. Nansen: The Explorer as Hero. — New York: Barnes & Noble Books, 1998. — 768 p. — ISBN 0-7607-1262-X.
- Huxley E. Scott of the Antarctic. — London : Weidenfeld & Nicolson, 1977. — xiv, 303 p. — ISBN 0297774336.
- Jones M. The last great quest: Captain Scott's Antarctic sacrifice. — Oxford University Press, 2004. — XV, 352 p. — ISBN 0–19–280570–3.
- Mill H. R. The Siege of the South Pole: the story of Antarctic exploration … With maps, diagrams, and other illustrations. — London : Alston Rivers, 1905. — xvi, 455 p.
- Preston, Diana. A First Rate Tragedy. — London: Constable, 1999. — xv, 365 p. — ISBN 0-09-479530-4.
- Riffenburgh B. Encyclopedia of the Antarctic. — London: Routledge, 2006.
- Riffenburgh B. Carsten Borchgrevink and the Southern Cross expedition, 1898—1900 :  [англ.] / editor and photoeditor: Geir O. Kløver. — Oslo : The Fram Museum, 2017. — 231 p. — ISBN 978-82-8235-088-4.
- Speak P. William Speirs Bruce: Polar Explorer and Scottish Nationalist. — Edinburgh : National Museums of Scotland, 2003. — 144 p. — ISBN 190166371X.